# 袁世凯
袁世凱（1859年9月16日—1916年6月6日），字慰廷、慰庭或慰亭，號容庵，又被稱作袁宮保、袁大炮、袁老四、袁大帥，另因出身河南項城亦被稱為袁項城，曾任清朝军机大臣、内阁總理大臣、中華民國第一任大總統、第二任臨時大總統等，曾擬任中華帝國皇帝（未正式登基），北洋政府最高領導人、北洋军創始人兼領導者。
1884年，他率領清軍平定朝鮮王國的甲申政變，因而開始受清政府重用並參與其中。隨後，他獲清廷授權建立新軍，同時協助於洋務運動及清末新政等政策之推行。他曾任清政府總理大臣等職位，具有相當大的影響力。
1911年，武昌新軍聯合革命黨起義導致辛亥革命爆发並擴散至中國各地後，他被清朝政府再次重用以鎮壓革命黨勢力，但之後他在與革命黨的談判中威脅、利誘，驅使革命黨人支持自己擔任新成之民國的領導人。1912年，他讓手下段祺瑞迫使宣統皇帝逊位，接手組建政府並獲臨時參議院選為臨時大總統，隨後正式擔任大總統，成為當時中國權力地位最高的人。他藉由自己先前培養的武裝勢力，以及清廷遺留下的官僚系統，以專制手段成功接管清朝政權。他一度試圖將中國已建成的共和國體改回世襲君主制，但遭到來自全國各地的強烈抵抗，被迫倉促取消該體制變更的計劃，並失去原先掌握的政治權力。不久後他過世，中國境內的政治勢力隨之陷入分裂狀態。
因他意圖恢復帝制等行為，中國國民黨以及大多数中国學者長期對他持以相對負面的評價，但亦有研究者肯定他對中国现代化的諸多貢獻。

## 生平

### 早年生涯
1859年9月16日，袁出生於河南省陈州府项城县袁张营（今項城市千佛阁街道办事处袁张营村）一個官宦家族。父祖多為地方名流，祖先可追溯至汝南袁氏。袁家在清道光年間開始興盛，袁的從叔祖父袁甲三曾署理漕運總督，並參與平定太平天國運動和捻軍，為淮軍重要將領。他出生的那天，袁甲三正好寄信至家，言與捻軍作戰得勝。他的父親因此將他取名為“凱”，並按照家族族譜的譜名字輩“保世克家啟文紹武”，給他命名“世凱”。
祖父袁澍三乃地方名紳，曾任陳留訓導，父袁保中官至候補同知。叔父袁保慶曾在袁甲三的軍中帶兵，官至二品江南鹽道道臺。生母劉氏是項城縣南頓人，袁保中的妾室。袁自幼過繼给袁保慶為嗣子，少年時隨嗣父先後到濟南、金陵等地讀書。袁保慶病故後，1873年冬，堂叔袁保恆获同治帝三个月假期返回项城，与侄子袁会面，袁获得赴京念書的机会。
1874年农历新年过后，袁与三哥袁世廉在家中男仆的保护下来到北京，投奔在京任内阁中书的叔父袁保龄，袁保龄对二人的教育极为重视，聘请严师谢子龄管教二人，但袁保龄初见二人后对他们评价不高，认为袁“资分并不高，而浮动非常”。11月，袁生父袁保中病逝，据说袁听闻“哀病失血，咽喉溃烂如蜂房，久不愈”。因为袁已经出嗣，袁保龄未允许他回乡料理后事，只允许他回籍守孝。此后，袁开始努力读书，有一定进步，袁保龄很高兴“凯侄八韵颇长进，文章尚不入门”。同年冬，袁保恒回到北京，开始更加严厉督促他。袁愈加勤勉，学习十分投入。
1876年秋，袁赴陳州參加鄉試不中，一般认为袁学术不精，致乡试不第。不过其落榜原因也有其他说法：袁考得“项城县之府案首”，但河南学政瞿鸿禨在考陳州府时，不尊重知府吴重熹，吴重熹为此针锋相对两人结怨，瞿鸿禨于是取消了陈州各府属的府首，袁因此成为牺牲品，虽然未能及第，但袁于同年年底與沈丘于氏結婚，两年后诞下唯一嫡子袁克定，不过袁与于氏关系并不融洽。袁保恒见袁完婚，频繁招袁回北京继续学习以考取功名，袁最初也极为重视“然虽多病，亦不敢自弃。每当卧病，思己之功名不就，无不攘背而起，展书味读，但不知老天负我不负我乎”。1877年初，袁回到北京，一度想外出谋职户口，袁保恒知道袁的想法后断然否定。
1875年至1878年间，河南发生特大旱灾，史称“丁戊奇荒”。1877年4月30日，慈禧太后命身为刑部左侍郎的袁保恒前往河南赈灾，袁保恒于是偕袁前往河南，12月30日出发，途中经过保定，袁保恒与李鸿章会面，请求帮助，李鸿章当即拨米三万石，但此时李鸿章是否见过袁则不得而知。1878年1月16日，二人抵达开封。当时正值隆冬，大雪纷飞，十分寒冷，袁冒着恶劣气候办公，为避免流言住在开封城外。在此期间，袁目睹了饥民惨状，官军残杀，赈款不敷，曾感慨道“赈务实属万难”，但也下决心“尽此赤心，捐此腐躯，上以报国，下以报叔父”。当时开封流行瘟疫，5月，袁保恒认为自己身体强壮冒险前往检查粥厂，感染瘟疫，不久病逝。在接任的到达之前，袁出色完成了交接任务。此后，袁返回項城，移住陳州并在此与家人共同居住三年时间。期间，袁家在袁保龄的主持下召开会议讨论分家，但分家的结果目前尚无资料证明。在此期间，袁“家居多暇，嗜酒好骑马，日饮数斗，驰骋郊原”，其性格“喜为人鸣不平，慷慨好施予，以善为乐”，袁与知府吴重熹成为“诗酒友”，“雅敬爱之”。此外，袁意外结交當時正在陳州授館从事文牍工作，前往袁甲三祠园林游玩的徐世昌。相见第二天，二人拜為金蘭，徐世昌为兄。袁资助徐世昌兄弟二人赴顺天乡试，二人双双中举。
1879年秋，袁在给三哥袁世廉的信中发誓：“弟不能博一秀才，死不瞑目”，未料再次鄉試不中，因此将所学书籍付之一炬，并表示“大丈夫当效命疆场，安内攘外，乌能龌龊久困笔砚间，自误光阴”。1880年，袁决定棄文就武，投靠吴长庆，加入庆军，吳長慶为袁保慶的結拜兄弟，出身淮軍，為慶軍統領，統率慶軍六營駐防登州，督辦山東防務。袁从陈州出发，先前往上海，准备之后再前往山东登州即吴长庆大本营所在地。抵达上海后，袁很喜欢这座城市，在一家旅店安顿下来，后四处寻找工作机会无果。在此困顿之际，袁去了一家妓院，在此结识苏州籍妓女沈氏，二人相交甚欢，无话不谈。沈氏阅人无数，得知袁身世后劝其尽快前往登州，投奔吴长庆，并用私房钱资助袁。袁发誓安定下来后回来迎娶沈氏，沈氏也表示袁走后会自己出钱赎身并等他回来。后来袁将沈氏接到朝鲜生活。沈氏终身未育，袁将次子袁克文过继给她为嗣子，北上途中，袁结识阮忠枢，一见如故。袁慷慨资助阮，阮后成为其终生心腹。
1881年5月，袁至山東登州，任“慶軍”營務處會辦。吴长庆对袁照顾十分周到，优待至极。由于袁尚未通过乡试，吴召来营中最好的老师张謇、周家禄、朱铭盘等人，向他们引见袁，特意强调“今留慰亭读书，所以报笃臣也”。张謇、周家禄、朱铭盘等人于是每天督促袁功课，袁再度备考科举。此间，袁称“近日作文太多，且盼家信，因呕血”。但是，他的作文在张謇眼里却是“文字芜秽，不能成篇”。由于张謇严厉直率，导致二人疏远。而周家禄则点到为止，以鼓励赞扬为主，袁“更喜周公”，后任直隶总督时请周入幕府，礼遇有加。

### 嶄露頭角

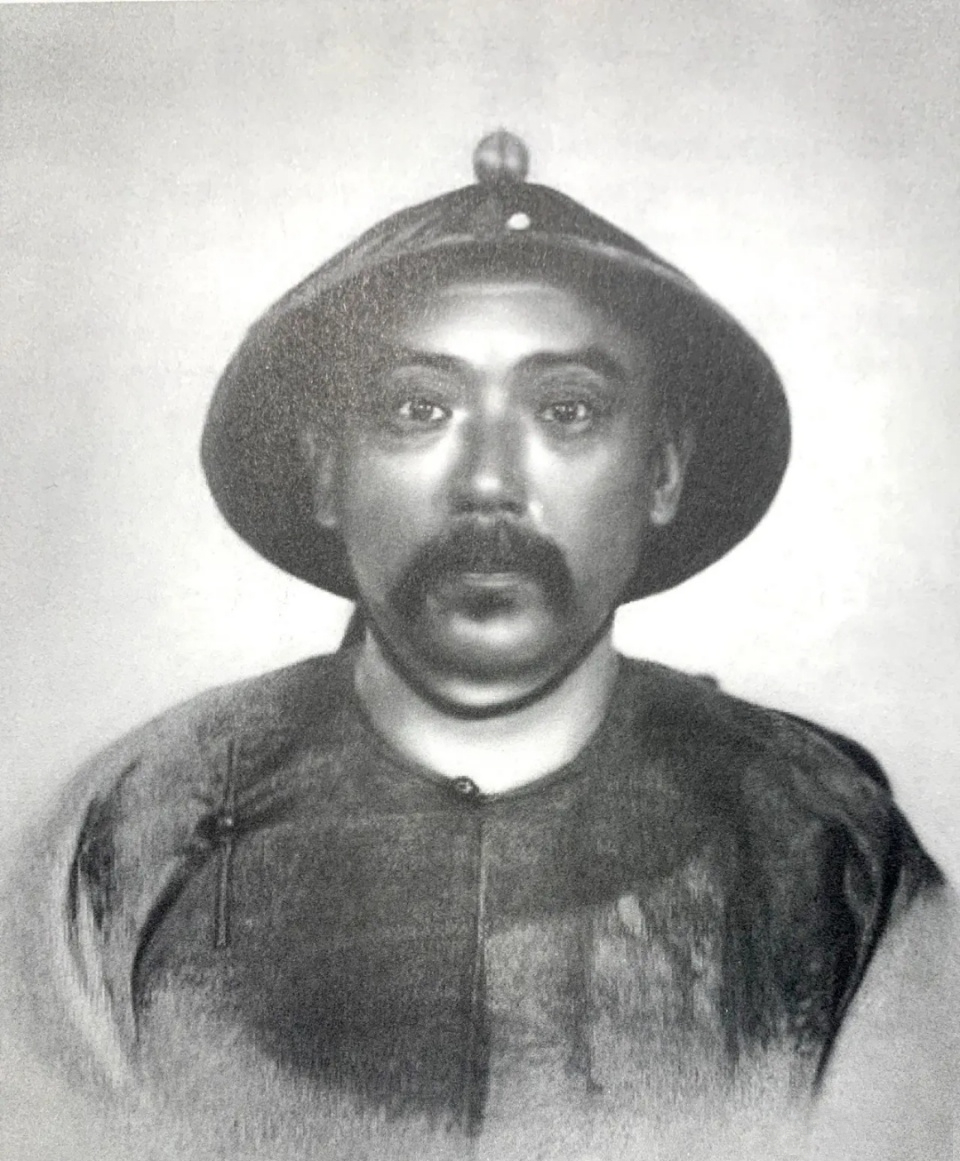
袁世凱驻朝鮮时期的標準照片

1882年，袁23歲，藩屬國朝鮮發生壬午軍亂，朝鮮高宗李熙之父李昰应兵變奪權；親中的朝鮮事大黨請求清片廷出兵平亂，袁乃跟隨吳長慶的部隊前往協助，吳長慶的幕僚馬建忠設謀，要袁將李昰应拘捕，李昰应被擄後，袁世凱以「通商大臣」身份駐朝鮮，協助朝鮮訓練新建親軍與鎮撫軍，並控制稅務。
1884年，朝鲜分化為新舊兩派勢力。一派是以閔妃為首的外戚集團，另一派則是要求改革的士大夫激進派。以金玉均激進派為代表的「開化黨」人士發動甲申政變試圖推翻被「事大黨」及閔妃把持的政權，駐朝日軍亦趁機行動欲挾制王室，袁世凱當機立斷，指揮軍隊擊退日本軍，日本人對袁恨之入骨。1885年，袁被封為“清朝駐紮朝鲜總理交涉通商事宜”全權代表，維繫清廷在朝鮮的合法權益，並以宗主國代表身分保護朝鮮安全。1887年8月開始，朝鲜政府先後向日本和歐美各國派遣使節，以對國際社會宣示其外交自主。然而大規模的獨立外交活動違背藩屬義務，引起了清政府的不滿。
1894年初，朝鮮爆發東學黨起義，形勢緊張，朝鲜國王向中國借兵鎮壓，李鴻章同意出兵，6月4日清軍開赴朝鮮。根據《中日天津條約》相關條款，6月7日清廷將出兵事宜知照日本，同日，日本駐北京公使小村寿太郎照會清廷稱日本也已出兵。6月11日，日本公使大鳥圭介率軍到達朝鮮京城。獲悉清廷出兵後，起義軍6月11日與朝鮮政府簽訂《全州和約》，朝鮮内亂有所緩和。6月12日大鳥圭介主動與袁會晤，商談共同撤兵，但日本内部對此不滿，在沒有達到全部目的前拒絕撤兵，中日雙方對此相持不下，7月25日，日本軍隊在豐島海面對清軍發動襲擊，挑起豐島海戰，進而引爆中日甲午戰爭。
1894年10月24日，日军第一军突破清军鸭绿江防线，侵入中国。袁唯恐奉天危急，以筹粮为口实，躲到新民厅。遭李鸿章的训斥，令速到前线，袁才赶到九连城，不久又逃至新民厅。

### 小站练兵
中日甲午戰爭以清軍海陸皆敗收场，袁奉命隨軍撤回天津。兩江總督張之洞聘請德國教官，在吳淞練德式「自強軍」；北洋胡燏棻聘德國人漢納根為教官，在天津小站編練德式「定武軍」10營；不久胡燏棻調職，奕劻、翁同龢、李鴻章、榮祿聯名保薦袁練兵有功接辦:9。光绪皇帝和慈禧太后命袁世凱接替胡燏棻練兵。1895年11月19日，袁奉旨督練新建陸軍:9。袁派人到鲁、苏、皖、豫等地招募2,250名步兵，300名骑兵，再加上4,750名定武军。新軍練成後，作戰兵力達7,000人，另有長夫、伙夫、馬吏3,800人；設有步兵5營、炮兵1營、工程兵半營；有重炮18門、快炮24門、馬炮18門；是中國近代首先採用西方陸軍編制的軍隊:10。袁開始在天津與塘沽之間的小站的练兵，史稱“小站練兵”，這股兵力後來成为清末陸軍主力及日後北洋軍閥的前身。
袁在小站练兵以德军为蓝本，制订一整套近代陆军的招募制度、组织编制制度、军官任用和培养制度、训练和教育制度，以及粮饷制度等内容的建军方案，基本上摒弃了八旗、绿营和湘军、淮军的旧制。在军事装备上，袁注重武器装备的近代化和标准化，采用西方的先进技术，强调实施新法训练的严格性。小站练兵培养了一大批近代新军事人才，加快了旧军队的淘汰，促进了清军的近代化。
袁極善籠絡人心，他不像舊式將領般依賴幕僚處理軍務，反而事必躬親，親自監督發餉，避免貪污舞弊，重視軍備、後勤、福利、軍紀等細節，士兵均非常愛戴感念。但他同時亦喜好個人崇拜，特別強調「事事以本督辦為心」，更濫用洗腦手段將軍隊去國家化及私兵化，成為日後政治軍事化、軍閥割據的濫觴。據說其麾下軍官每日操課前後都有「三問」，一問「我們喫誰家的飯？」士兵齊答「袁宮保的飯！」；二問「我們穿誰家的衣？」齊答「袁宮保的衣！」三問「那我們為誰家死，為誰家出力？」齊答「為袁宮保死，為袁宮保出力！」眾北洋官兵皆將袁視為衣食父母，敬若神明，竟達到了只有袁宮保、不知大清國，甚至於營內為袁供奉長生牌位的程度。

### 清末政局
1895年，袁与徐世昌、张之洞等都列名参加康有为建立的强学会，并出资赞助。

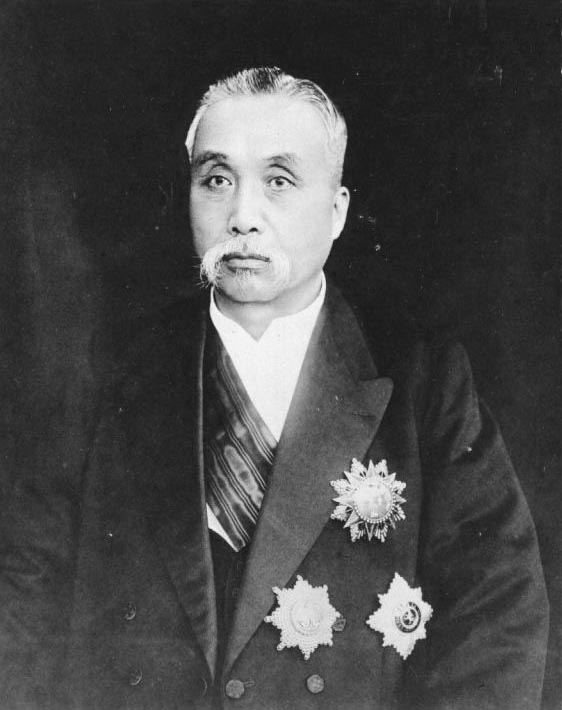
徐世昌

#### 戊戌变法
戊戌变法期间，光绪帝近臣康有為與慈禧太后发生激烈争鬥。手握重兵的袁成为双方争夺的对象。1898年9月16日，光绪帝聽從康有為建議，召见袁，赏候补侍郎，责成专讲练兵事务，并随时具奏应办事宜。17日，康有为接到光绪帝密诏，密诏中光绪帝认为自己皇位不保。于是康有为派谭嗣同游说袁世凯，要他举事以勤王。当晚，谭嗣同与袁秘密在法华寺见面，谭嗣同要求袁率领敢死将士数百，拥光绪帝登上午门，杀荣禄，除旧党。袁表示誓死效忠皇上，但表示立即举兵勤王有困难，“杀荣禄乃一狗耳，然吾营官皆旧人，枪弹火药皆在荣禄处，且小站去京二百余里，隔于铁路，虑不达事泄。若天津阅兵时，上驰入吾营，则可以上命诛贼臣矣。”谭嗣同无奈同意。
根据史料记载，戊戌时袁倾向维新派，并未主动告密，袁的亲信张一麐所著《心太平室集》和荣禄亲信陈夔龙所记《梦蕉亭杂记》，其真实情况是9月21日（八月初六）晚袁听到杨崇伊从北京带来的政变消息，袁世凱以为密谋已经泄露，为避免自己被牵扯上罪責為族滅的叛國罪，于是将情况告知荣禄，这只是脱身之举。
但也有部分人认为，在20日，袁世凱向光緒帝辞行后乘火车回天津，立刻向荣禄告密，二人商议对策（一說袁世凱離京前密告給軍機大臣禮親王世鐸）。榮祿即日回京密奏慈禧太后，慈禧於翌日宣佈訓政，囚禁光緒帝。刘体智在所著《异辞录》卷三《袁世凯报密》如此写道——

帝既親政，朝廷大事，慈聖初不與聞。甲午戰役，知其必敗，苟不遽至於亡國，猶忍弗言焉，則下此者可知矣。安維峻奏事，明明離間母子，而如弗聞焉，則等此者可類推已。然維新急進之徒，未能惟所欲為，終不得志。項城至京，譚嗣同往見，人心疑貳，於是有頤和園脅皇太后之風說。未幾，項城果授侍郎，不復受直督節制，說者謂為有因。或奔告直督榮文忠，文忠使折歸，而由慶邸上達，且調聶軍駐津防變。項城過西沽，見戎幕棋布於鐵路側，心知有異，趨詣榮文忠報密。慈聖聞之，即夕還宮，翼日，下臨朝訓政之詔。尋逮治康廣仁、楊深秀、楊銳、劉光第、譚嗣同、林旭諸人，盡反帝變政之所為。[本朝]垂簾之制，遂與國同休。
1898年9月28日，清廷命榮祿節制宋慶、董福祥、聶士成、袁、直隸淮軍練軍綠營等約5萬人:10。

#### 庚子拳亂
義和團在山東排教，以私刑方式杀死许多外國和中國基督徒，引发歐洲各國不滿。1897年11月山東曹州府爆发「曹州教案」，两名德国神父被杀。由於此地的天主教聖言會受德國庇護，11月6日德國以此衝突為藉口出兵山東，武装侵占胶澳地区。后引起连锁反應，俄、英、法等竞相效尤，纷纷争占租借地。在此期间，袁考慮到既要防止德国等列强继续入侵，又要防止民眾因生計而繼起反抗，进而引發教案，使列强乘機宣戰，先后向山东巡抚张汝梅、北洋大臣直隶总督王文韶、代理营务的徐世昌出谋划策，预筹战备。袁提出的建议促使清廷认识到山东局势的严重性。
1899年3月31日，榮祿上奏成立「武衛軍」，轄前軍聶士成武毅軍、後軍黃福祥甘軍、左軍宋慶毅軍、右軍袁新建陸軍、中軍榮祿自募萬人，共7萬人:10。5月1日，荣禄命令袁和聂士成各率所部，开往山东境内演习。袁此行的目的，公开宣布的是“藉以弹压匪类，保护教民”，实则是遏制德军。

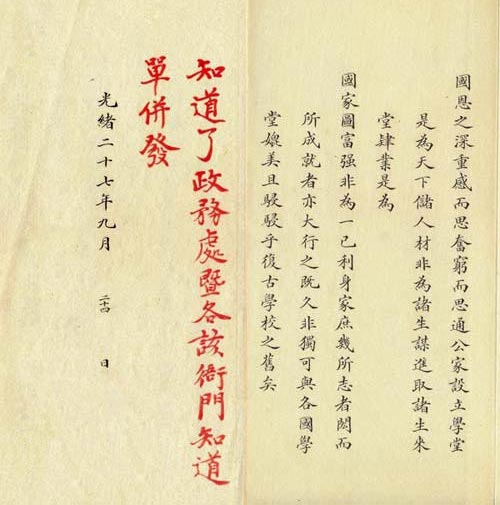
1901年袁上奏《山东试办大学堂暂行章程折稿》，慈禧太后審閱之後，呈交光绪皇帝朱批

义和团兴起于山东后，历任山东巡抚李秉衡、张汝梅和毓贤在不同程度上同情义和团，並直接或间接地支持拳民，其中毓贤態度尤为明显，甚至煽动民眾鬧事襲擾洋人。这引起列强对他的不满。1899年12月5日，美国公使康格径向总理衙门提出，要求撤换毓贤，以平息山东民教纠纷，美国公使称：“假如没有足够武力的话，可把天津操练得很好的军队调去协助”，不点名的推荐袁代替毓贤。此意见亦符合慈禧太后及荣禄罢免毓贤，任命袁的想法。12月6日，袁被任命為署理山东巡抚。但而後義和團團民進入北京，並在慈禧太后同意之下開始殺害外國人，造成了庚子拳亂，1900年，八國聯軍之役爆发，山東省在袁治下得以維持穩定，並且加入東南互保。

#### 镇压景廷宾起义
义和团遭镇压后，清政府需向各国缴纳庚子赔款，各地抗捐抗税的事件频发，终于1902年爆发景廷宾起义。起义农民“所有地丁捐款均概不缴纳。”1902年3月3日，袁部正定、大名两练袭击景廷宾所在东召村。景廷宾汲取了义和团失败的教训，改倡“扫清灭洋”口号，发动了冀鲁豫平原24县的大起义，并歼减了袁部武卫左军的一部。袁乃派干将段祺瑞、倪嗣冲等率刚刚编成的北洋军步马炮兵2,000多人，由保定南下，又抽调武卫右军先锋队数营，两路合围起义军。至1902年5月间，广宗、钜鹿、威县、南宫等地相继易手，起义军向山东和河南边境转移。6月12日，倪嗣冲率军抵成安，景廷宾撤入河南，途中遭倪军捕捉，当即遇害。

#### 清末新政

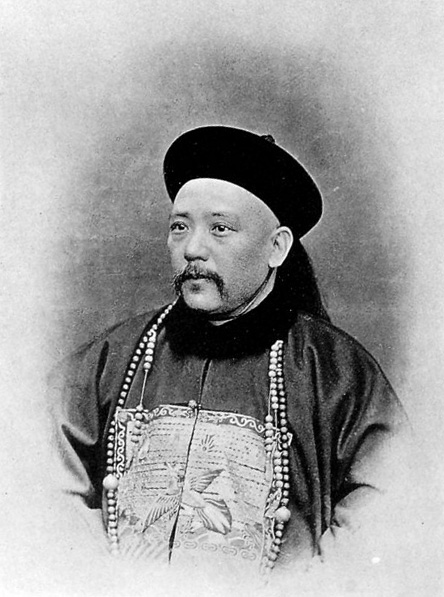
清末時期的袁世凯

直隶总督李鴻章去世后，1901年11月7日詔旨：「袁世凱署理直隸總督北洋大臣」:10。
1902年6月9日，袁實授直隸總督、北洋大臣:10。6月25日，袁上奏《北洋創練常備軍營制餉章》:10。袁創設直隸軍政司，袁兼軍政司督辦:10-11。同年他顺利从八国联军手中接收天津。
1903年12月4日，京師成立練兵處，奕劻為總理練兵大臣，袁為會辦大臣，鐵良襄同辦理，綜理全國練兵事務:11。
然而，景廷宾起义遭镇压之后，直隶又有1903年玉田县农民起义；1904年，滋州、元氏一带“在元会”以“仇教灭洋”为宗旨活动；1906年，祁口、大沽渔民为抗苛捐杂税，群起捣毁税局；1907年，平山、灵寿、冀州等地爆发反对征收警捐的风潮。由于清政府与各国立有“距天津二十华里，华兵不能驻扎”的条款，袁为保证天津租界地区稳定，乃创办巡警制度，“以警代军”。正如他说：“备军所以御外侮，警兵所以清内匪。”不久组成天津侦探队，又创办天津巡警学堂，逐渐将警察网络推广全省。据当时报纸批评：“北洋侦探因贪功之故，偶有可疑之人，不问平日操业若何，即指为秘密党，拘之于狱。既入狱后，又闻有用刑迫其供认者，生死不明，殊骇人观听。”
但是，袁任直隸總督期间，也有大力襄贊新政，包括廢除科舉、兴办学校、督辦新軍、发展实业、獎設工商等的成绩。1901年上奏呈請建立山東大學堂（今山東大學前身），后来參與到北洋大學（今天津大學前身）、北洋工艺学堂（今河北工业大学前身）的建設中，他一手创办的北洋军医学堂成为今天中华民国最高层级的军医学校国防医学院。由他倡導的北洋新区，是中国地區率先采用西方现代城市规划理念而建成的城市新區。
1905年9月2日，直隸總督袁、湖廣總督張之洞奏請立停科舉，推廣學堂:3。10月23日，陸軍在河间府會操，共有二鎮四協計3.32萬餘人，清廷派閱操大臣袁、鐵良前往校閱；10月25日會操結束:8。為中国地區历史上首次大规模现代化正式野战演习。
1906年2月5日，直隸總督袁、署兩江總督周馥、署兩廣總督岑春煊、湖廣總督張之洞電請外務部轉商駐京英公使薩道義，減少進口印度鴉片；2月6日，英公使薩道義答覆限制印度鴉片事，須俟中國自限栽種罌粟有效，始允照辦:18。2月11日，袁奏設高等師範學堂於天津，山東、河南、陝西、山西、奉天等省均可派生附學:18。2月17日，袁奏設礦務總局於天津，嚴禁私售礦產於外人:19。4月27日，袁派武備學生分赴德、奧學習陸軍:26。5月25日，清廷電飭袁、趙爾巽、程德全等協力進剿馬賊:28。6月13日，直隸總督袁派馬隊1,200人剿辦馬賊:29。6月28日，直隸總督袁批准北洋銀圓局立案開辦勸業鐵工廠:31。7月22日，直隸總督袁奏稱，法國撤減直隸駐兵，交還廊坊、楊村、北戴河、秦皇島、山海關各處兵營:33。8月6日，出使各國考察政治大臣戴鴻慈、端方到達天津，同袁討論籌備立憲及改革官制等事:35。8月9日，袁會商兩大臣奏改官制，並飭辦學各紳商會議地方自治制度:35。8月23日，袁委周學熙、孫多鑫收回唐山洋灰公司:36。10月22日，新建陸軍在河南彰德舉行秋操大典，袁、鐵良為總校閱官，10月25日舉行閱兵儀式:44。11月18日，袁片請開去參預政務等項兼差，又請將陸軍第一、三、五、六各鎮歸陸軍部統轄，直境第二、四兩鎮由其統轄督練:47。11月20日，清廷准袁片，開去各項兼差，並諭全國陸軍均歸陸軍部統轄，第二、四兩鎮暫由該督調遣訓練:48。12月21日，端方奏稱已商請袁先後調撥「海圻」、「海籌」、「海容」、「海琛」、「飛鷹」五艦入江，以資鎮懾:53-54。
1898年的戊戌維新因守旧势力的强烈反对而未能推行。《辛丑和約》后，立宪声浪日漲，慈禧太后宣布预备立宪，领导者正是掌握北洋大权的袁。1906年8月26日，清廷諭派醇親王載灃、軍機大臣奕劻、政務處大臣張百熙、大學士孫家鼐等暨參預政務大臣袁世凱，公同閱看考察各國政治大臣條陳各折件，請旨辦理:37。8月27日，慈禧太后召見袁，袁面奏先組織內閣，從改革官制入手:37。8月28日，清廷帝后召見大學士、軍機大臣、直督袁等，討論出使各國考察政治大臣條陳各折件，商討實施立憲事宜:37。9月2日，清廷為厘定官制，派載澤、世續、戴鴻慈及袁等14人公同編纂，並命端方、張之洞等六總督派員至京隨同參議，由奕劻、孫家鼐、瞿鴻禨總司核定；是日至10月7日，編纂諸大臣接連在朗潤園會議官制:38。9月13日，清廷據袁奏請於奉天省安東縣大東溝設海關分卡，歸安東關兼轄:39。9月26日，袁刊刻各國官制大略及組織之用意，分送各王大臣及政界中人:40。9月30日，戶部尚書鐵良反對改革官制，與袁大起衝突，鎮國公載澤嚴劾鐵良阻撓立憲:41。10月9日，內閣學士文海奏，欲去軍機大臣，設大總理，是欲學從前之日本權在大將軍，請即行裁撤厘定官制館，並請飭袁速回本任:42-43。10月17日，袁編刊《立憲綱要》，頒發直隸各屬:43。由袁主导的官制改革方案出炉，因对满清亲贵不利，又遭反对。慈禧又改换其他大臣继续制定方案，最终形成对满人官员有利的方案。
1907年1月13日，清廷諭軍機大臣着直督袁迅飭提督夏辛西統帶原統隊伍，前往山東督辦兗（州）曹（州）剿匪事宜:59。3月13日，盛京將軍趙爾巽、直隸總督袁聯電外務部，請與日使議訂《滿韓陸路通商詳細專章》:66。3月29日，都察院代表直隸、江蘇、山東三省京官籌款自建津鎮鐵路，清廷諭軍機大臣着袁、張之洞妥商辦理:67。5月17日，袁派蔡廷幹統帶軍艦「海容」、「海圻」兩艘游歷南洋，借以保護華僑:72。6月17日，清廷以軍機大臣、協辦大學士、外務部尚書瞿鴻禨「徇私溺職」命開缺回籍，朝野為之震動，是為清末「丁未政潮」:75-76。黨爭中林紹年請辭。7月10日，外務部以中俄北滿洲稅關章程業已互換，咨南洋大臣端方、北洋大臣袁，北滿洲稅關定期開關:79。7月12日，御史趙炳麟奏劾袁權重勢高，並引年羹堯為比:79。7月28日，袁奏請趕緊實行預備立憲，條陳管見十事，其要旨為：建政府、設資政院、辦地方自治、普及教育、融化滿漢界限；袁奏請簡派明達治體之大臣，分赴德國日本會同出使大臣考察憲法，並請簡擇王公近支聰穎特出者遣赴英國德國學習政治兵備，助預備立憲之施行:81。
1907年8月18日，天津縣議事會成立，選出正、副議長:83。8月24日，清廷電召直隸總督袁入京陛見，8月30日袁入京:83。8月30日，袁奏請以天津為模範，計劃全省自治辦法，期以三年一律告成，以為預備立憲之基:84。9月4日，清廷命外務部尚書呂海寰開缺，充會辦稅務大臣，以直隸總督袁為外務部尚書；任大學士張之洞、外務部尚書袁為軍機大臣:85。9月5日，袁請收回成命，命毋庸議:22。10月26日，湖北按察使梁鼎芬奏劾奕劻、袁貪私誤國，徐世昌、楊士驤、陳夔龍等夤緣比附，清廷詔以其摭拾空言，有意沽名，傳旨申斥:92。同時也使袁氏疏遠軍事，有明升暗降之嫌。同年，在袁世凯的运作下，中国第一支新式地方警察隊伍及最早的近代地方议会组织（天津议会），均正式成立於天津；同時，袁又下令直隶各州试验地方选举、地方自治和司法独立。
1908年光緒帝、慈禧太后相繼去世，溥儀繼位，因溥儀年幼而由隆裕太后垂簾聽政，醇親王載灃任監國攝政王。3月9日，康有為致書梁啟超，力主聯絡肅親王善耆以打擊袁:108。
1909年1月2日，明降上諭：「袁世凱着即開缺，回籍養疴。」:25袁稱疾返回河南，最初隱居於輝縣，後轉至彰德府洹上村（今河南省安陽市）。在此期間，袁韜光養晦，隐居時仍關心政事。

### 东山再起

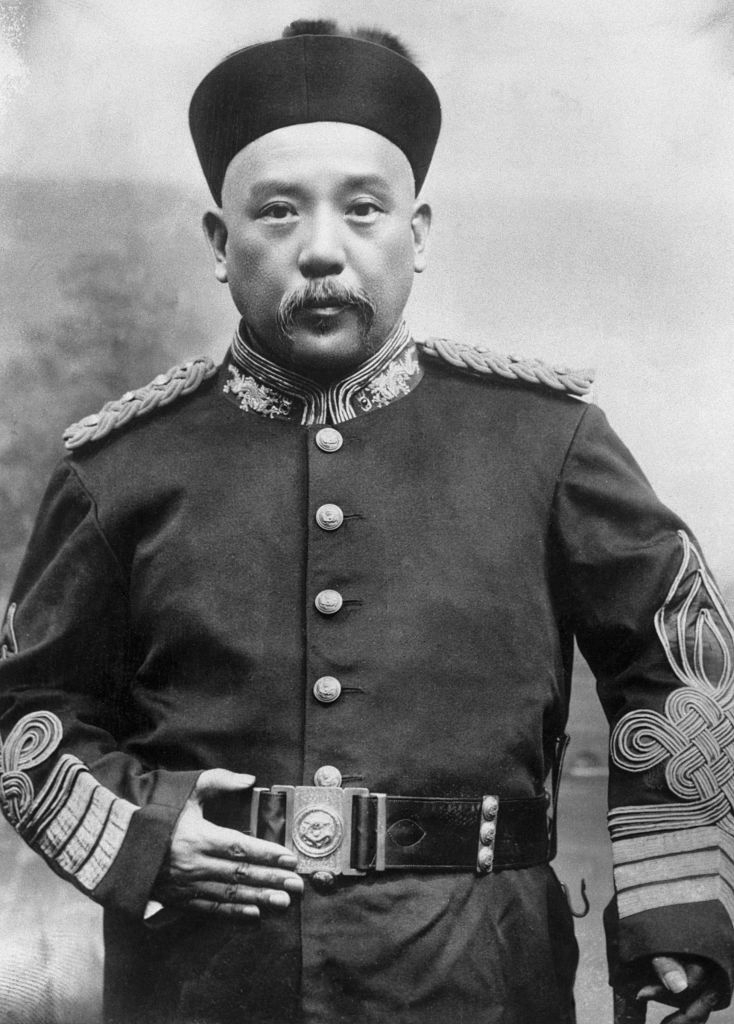
袁世凯军装照

1911年10月10日新军陆军第八镇兵变，引爆武昌起义，并成立以黎元洪为都督的中华民国军政府鄂军都督府；後相繼有多個省宣布獨立，支持反清；为取得交战的合法地位，各方反清势力均主张组建中央临时政府。清政府內部清楚知道中國國內，僅有北洋军可以抵抗叛軍，於是命陆军大臣廕昌率军南下镇压起义，但廕昌無力驾驭北洋军。奕劻及内阁协理大臣那桐、徐世昌等人深感局势严重，一致主张起用袁世凯，英美等国公使也建议起用袁，载沣见內外一致认为“非袁不能收拾局面”，唯有于10月14日任袁为湖广总督，派其南下镇压起义。

#### 镇压革命

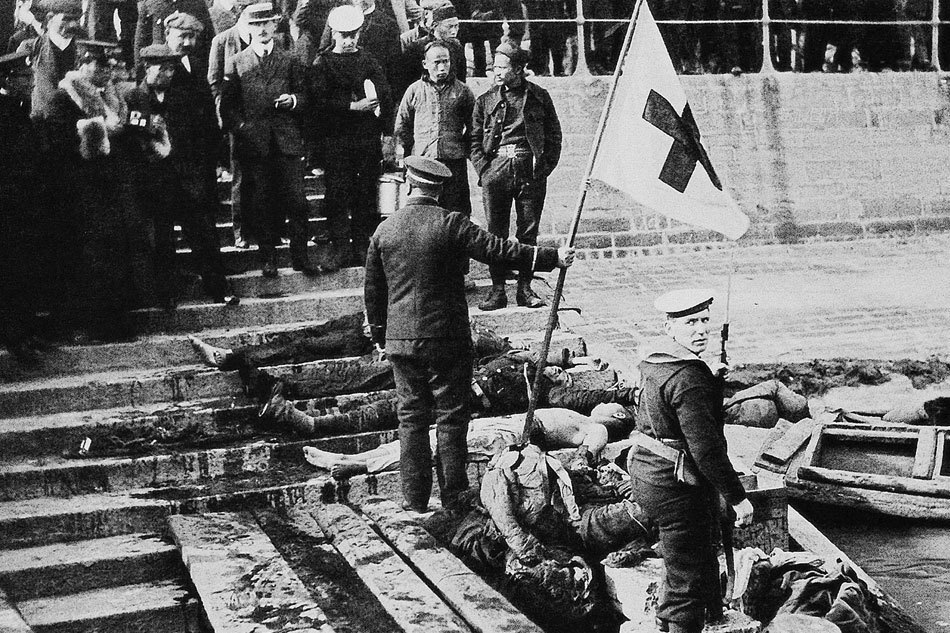
阳夏之战，北洋军炮轰渡江撤退的革命军，“中国红十字会万国董事会”派出队员打捞浮尸

由于海军全体昄依革命党，北洋军渡河受阻。袁坐镇北方，铁腕镇压长江以北的起义，以确保自身地位的稳固。
1911年10月27日，袁接任钦差大臣，任命冯国璋为第一军总统，立即对湖北革命军展开攻势。30日，冯国璋纵火焚烧汉口，迫使革命军退守汉阳，11月27日又攻占汉阳，革命军撤入武昌。11月12日，山东宣布独立，袁任命张广建为山东布政使、吴炳湘为巡警道，赴济南迫使都督孙宝琦取消独立。
吴禄贞遇刺后，燕晋联军破产，袁派北洋军第三镇开赴山西，兵迫娘子关。1911年12月12日，北洋军炮轰娘子关，革命军弃关退走。12月，淮上军欲西征驰援河南，袁调北洋第三镇两千多人南下阻击，又派河南布政使倪嗣冲率武右军进入安徽，于12月10日攻陷太和，继则扑向颍州。于15日破城，“以剪发为革命军符号，杀之无遗。”
1911年12月18日，耿世昌率领五百余革命党人，发动任丘县起义。袁闻讯，从保定调动两营淮军前来围剿，最终将其彻底剿灭。12月29日起，陕西革命军陆续东征，袁令第二镇统制王占元、第六镇协统周符麟集中兵力，挟野炮山炮五六十门向民军进攻，又增调毅军十营，将革命军击退至陕西潼关。又将革命党人刘纯仁、纪宗义、刘建中三人杀害。
1912年1月3日，滦州起义军在知府衙门宣布起义，成立北方军政府，声明从属中华民国，议和期内“袁氏不得派兵来攻”。袁则拘禁冯玉祥在海阳，令其无法与之会师。1月，蓝天蔚筹划组织北伐军两千人在烟台登陆。26日，袁电告赵尔巽：“蓝天蔚现暂驻烟台为根据地，拟日内派一支队于貔子窝附近登岸，其余大队于日本租界域外之地点登岸，进攻奉天、牵制北方各军，希饬严密探访。”又派人到沈阳跟赵尔巽和咨议局议定办法五条，其中第三条是严搜民党，第四条是驱逐“急进会”会长张榕。

#### 南北议和
随着战事延长，部分革命党人、相继独立的各省、海外华侨希望袁赞助共和，他们中有的希望袁能反正倒戈对付清廷，有的发出推举其担任筹备中的中华民国首任大总统的邀请。如10月27日，黎元洪劝袁率部下健儿回旗北向；11月2日，伦敦和芝加哥华侨电报，称袁资格，适于总统；11月9日，革命党人黄兴以南方民军司令名义亲自致电袁，将袁与拿破仑和华盛顿做类比，表示若袁能直捣黄龙，南北各省都会听命于他；11月12日，黎元洪又向袁表示，只要袁“能来归”，第一任之中华共和国大总统就非袁莫属。
另一方面，10月29日张绍曾等将领联名向朝廷施压，请求清廷尽快立宪，以政治变革回应南方独立各省立宪派的诉求，史称滦州兵谏。兵谏次日，清廷便宣布特赦国事犯（即政治犯），解除党禁。11月1日清政府又宣佈解散滿人皇族內閣，11月3日颁布《宪法重大信条十九条》，资政院于11月8日推举袁為內閣總理大臣，期间其居住于锡拉胡同19号四合院，原为慈禧之故居。11月13日袁从南方抵京组建组阁，11月16日以汉人为主的袁内阁名单公布。11月26日，北洋军一举攻克汉阳，这样既能给清政府内部主战派有所交代，又能迫使黎元洪谈判。同时，英国驻华公使朱尔典有意调停战事，愿意促成袁内阁与黎元洪停战议和。在起义军节节失利的情况下，黎元洪通过英国驻汉口总领事与袁联络，有意停战，并于11月30日达成停战协议。12月2日，《时报》发表袁的政见，他呼吁各方以大局为重，满汉两族冰释前嫌，主张清廷君主立宪，以避免国家分裂，他会与进步党中的民主共和派和君主立宪派通力合作，使各事都能处置妥当。他说：
|  | ……中国进步党中有两种人，一种主民主共和，一种主君主立宪。余不知中国人民欲为共和国民，是否真能成熟？抑现在所标之共和主义，真为民人所主持者也？中国情形纷扰，不过起于一二党魁之议论，外人有不能知其详者。故欲设立坚固政府，必当询问其意见于多数国民，不当取决于少数。上所陈外又各有利益，各有意见，学界、军界、绅界、商界各发议论，若任其处处各为一小团体，则意见不能融洽，或且发生瓜分之祸矣。清政府现在虽无收服人心之策，而已颁行宪法信条十九条，大权将在人民之手。故以限制君权之君主立宪政体与国民欲取以尝试，不论是否合宜之他种政体比较，则君主立宪实为经常！……余之主意在留存本朝皇帝，即为君主立宪政体，从前满、汉歧视之处，自当一扫而空之。尤有重大之问题则在保存中国，此不能不仰仗于各党爱国者牺牲其政策，扶助我之目的，以免中国之分裂，及以后种种之恶果。故为中国计，须立刻设立坚固政府，迟延一天，即生一天危险。余愿进步党人思邦国应至若何地步，与余通力合作，使各要事皆处置妥当也。……盖余之作为，盖为完全保护中国免于分裂计也…… |

### 大清帝國覆滅
在南方独立各省为组建中央临时政府召开的联合会中，1911年12月2日《汉口会议》确定“虚临时总统之席以待袁君反正来归”。12月4日的《上海会议》根据《汉口会议》的精神，决定暂缓选举临时大总统，以虚位待袁，同时决定大总统职权暂由大元帅行使，选举黄兴为大元帅，遭到黎元洪等人反对。《南京会议》改选黎元洪为大元帅，因其在武昌，不方便到南京工作，所以让黄兴代职。而黄兴力辞不就，组建中央临时政府陷入僵局。12月18日，袁世凯和黎元洪派代表在上海就政体、清皇室善后、大总统的确立等问题展开讨论，南北达成共识，召开国民会议表决相关议题，根据当时的形势，袁无疑将当选民国首任总统。这样的结果是同盟会不愿接受的，12月29日，同盟会连夜赴南京召集代表开会，提出成立政府，并選出孙中山為南京政府臨時大總統，12月31出版的《纽约时报》报道指出参加这次选举的代表未经各省民意正式授权，仅持有各省督军或领导人信函。孙中山致电袁，解释原因称东南各省久缺统一机关，行动困难，总统之职只是暂时担任。
1912年1月11日，北洋军全体将领通电清廷，称军情紧急，请求王公大臣捐献私财，毁家纾难，共济时艰。这其实是袁压制清廷主战派的手段。1月12日，奕劻配合袁世凯在宫廷会议上提出皇帝退位和民国政府优待清室条件。1月16日袁亲自上奏隆裕太后，说自古无不亡之国，大清皇帝退位仍能保持尊号，享受岁费。在当日上午退朝回家路上，袁遭到中國同盟會京津分會組織的炸彈暗殺，炸死袁侍衛隊長等十人，袁倖免於難。袁后来称病休息，但继续让他的亲信代他逼宫。1月18日，孙中山以提出《五条要约》的方式向袁摊牌，企图做实南京临时政府。经过反复修改又于1月22日以公诸报端的方式将幕后谈判全部曝光，势同最后通牒，这不但令袁极其尴尬和不满，也让议和全权代表伍廷芳尽失颜面。袁以孙中山提出的条件与南北双方协商的内容不一致为由拒绝接受，袁认为，如果清帝退位后各国不能及时承认中华民国，南京临时政府又不能统一中国，中国便成无政府状态，这样就无法维持秩序，对付外人。如果孙中山一定坚持己见，他不得不作废先前谈妥之事。期间，革命党孙中山黄兴与陈其美等人同时推动向英日俄等外国势力借款，以筹备与袁决战，但未能如願。袁为少生枝节，屡屡向孙妥协，同意同盟会多人进入总长之列，同盟会最終如愿以偿。袁於是加快了逼宮的腳步，1912年1月26日，在袁授意下，段祺瑞等北洋軍五十位將領發布了《段祺瑞等要求共和電》，向隆裕太后逼宮，不久，段祺瑞又發表第二電，直接挑明「謹率全軍將士入京，與王公剖陳利害」，直接以武力恐嚇隆裕太后，隆裕于2月12日颁降懿旨，接受《优待清室条件》，幼帝溥儀退位，清帝國把政权交给袁世凯，让他组织临时共和政府，清朝統治宣告終止。她在《宣统帝退位诏书》中说：
|  | ……今全国人民心理，多倾向共和。南中各省，既倡义于前；北方将领，亦主张于后。人心所向，天命可知。……是用外观大势，内审舆情，特率皇帝将统治权公诸全国，定为立宪共和国体……即由袁世凯以全权组织临时共和政府，与民军协商统一办法…… |

### 中華民國總統

#### 临时大总统
南北議和後，1912年2月13日，袁通电“赞成共和”，孙中山向临时参议院提出辞职咨文，2月14日南京临时参议院批准。2月15日，南京參議院正式選舉袁為臨時大總統。
袁迫使清帝退位後，孙中山及南京临时政府为了防范袁独裁，维护民主共和制度，制定了《中華民國臨時約法》，變總統制為责任內閣制，孙中山辞职时提出了定都南京、新总统到南京就职和遵守《中华民国临时约法》三项条件。袁在复电中称自己“德薄能鲜，不敢承担总统一职；如今北方危机四伏，险象环生，目前不便南下；自己经反复思量后，与其孙大总统辞职，不如世凯退居”，电报公布后，各方舆论纷纷反对定都南京。孙中山随后与临时参议院讨论投票决定定都地点，结果参议院以20票的压倒多数反对定都南京，但孙仍堅持主张，最后在黄兴的威胁及吴玉章等人的疏通下，临时参议院又重新投票，并以19票比17票的结果通过定都南京。2月29日，北京兵變后，袁决定在北京就职，成立北洋政府。3月11日，孙中山颁布了临时参议院通过的《中华民国临时约法》，袁表示拥护《临时约法》。唐绍仪内阁在施政上反映了同盟会约束袁的要求，引发袁的强烈不满。6月间，国务总理唐绍仪任命非袁嫡系的王芝祥为直隶总督，袁原本同意，后指使北洋将领通电反对，并不经内阁副署发表了改任王為南方军宣慰使的命令，破坏责任内阁制，唐绍仪及四位同盟会阁员被迫于6月16日辞职并离开北京。袁先提出了无党派的陆征祥组阁，参议院因其发言不当新提阁员全部被否决而流产。北京军警指参议院挟持私见，黎元洪责违背共和精神，章炳麟斥责为“奸府”，请袁便宜行事，盛传将解散参议院，参议院迫于形势，通过了袁提出的阁员，次日弹劾陆征祥失职，陆称病请假，袁任命赵秉钧代理，至此内阁被袁直接控制。
孙中山让位总统后，从事国家建设，宣传民生主义、事业发展、铁路计划，黄兴请辞南京留守，表示没有割据的意思。内阁问题发生后，袁邀请孙中山、黄兴前往北京，消除争端。应黎元洪的请求，袁召集了武昌起义首义者之一，被尊为共和元勋的张振武和方维，以“图谋不轨”于8月16日在北京杀害，引发临时参议院和黄兴的言辞责问。袁为离间黎元洪和同盟会，将黎元洪的来电公布，使得黎元洪无法辩驳而只能依附袁。8月下旬，孙中山和黄兴北上，孙在北京停留20多天，与袁会面13次，希望袁作正式总统，十年内练陆军百万，建筑铁路十万里，袁授予计划全权。为了让袁放手作为，孙、黄同意由赵秉钧出任内阁总理。9月25日，袁发表八大政纲。10月，梁启超得到袁的谅解，从日本返国，在北京受到袁的隆重欢迎，颇受感动。

#### 镇压二次革命
在1913年2月举行的民国首次國會選舉中，國民黨获得多数議席，按約法精神應由該黨理事長宋教仁出任國務總理，不料宋于3月20日在上海被暗杀。时人普遍认为袁授意暗殺，引发全国声讨。《民权报》发表《胆大妄为之袁世凯》、《大总统之叛逆》等文，称袁为“专制魔王”，提出“以暴易暴，惨无人道，欲真共和，重为改造”的口号。3月26日，孙中山抵达上海，与黄兴会晤，号召武力讨伐袁，但遭到党内人士反对，经过3个月未能组织起讨伐袁的力量。4月26日，袁未经国会同意，以全部盐税收入作为抵押，与英、法、德、日、俄五国银行团签订2500万英镑的“善后大借款”。4月7日，袁发布秘密动员令，5月1日起用段祺瑞代理国务总理，开始军事部署。
5月6日和15日，袁召开军事会议，规定：“有攻击南方敌军任务之北军，第1期对于湘、赣、皖、苏作战，利用京汉、津浦两路线集中，以鄂省为主要策源地，并以海军策应沿岸，兼妨害敌军之集中。”又以段芝贵为第1军军长，率2、6两师及毅军驻豫、鄂边境，以冯国璋为第2军军长，率第3师及张勋、雷震春、倪嗣冲各部，分别由津浦路与河南两路向宁、皖推进:575。并先后收买了黎元洪和海军。
5月21日，袁发最后通牒，“现在看透孙、黄，除捣乱外无本领。左又是捣乱，右又是捣乱。我受四万万人民付托之重，不能以四万万人之财产生命，听人捣乱。自信政治军事经验，外交信用，不下于人。若彼等能力能代我，我亦未尝不愿，然今日诚未敢多让。彼等若敢另行组织政府，我即敢举兵征伐之！”下令免去江西都督李烈钧、广东都督胡汉民及安徽都督柏文蔚的职务，并派兵南下。
7月12日，李烈钧宣布独立组织讨袁军，“二次革命”爆发，随后安徽、广东、福建、湖南、上海和重庆相继宣告独立。9月，冯国璋与张勋攻占南京，各省相继取消独立，北洋势力扩展到长江流域，孙中山、黄兴、李烈钧和胡汉民逃亡日本。袁则在国内逮捕杀害大量国民党员，查封亲国民党报纸。

#### 正式大总统

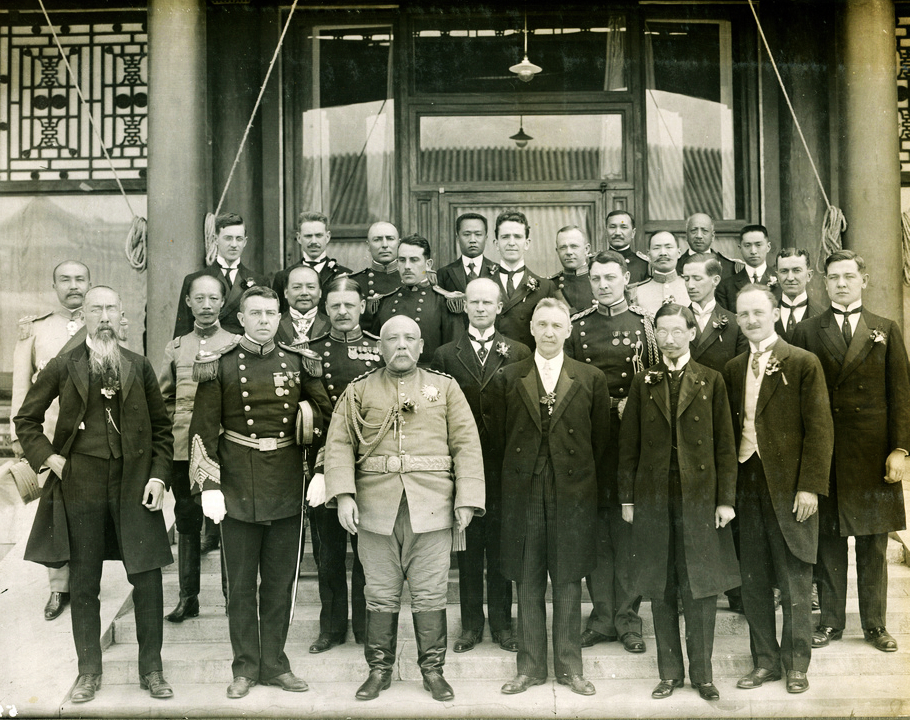
1913年10月10日袁正式就任中华民国大总统之后，各国驻华使节觐见合影

1913年10月6日，中华民国大总统选举過程中，袁派手下偽裝組成的公民團数千人包圍國會，打着“公民团”的旗帜，叫喊「今日非將公民所瞩望的總統選出，不許選舉人出會場一步」。从早上8时到晚10时，议员忍饥挨饿，连续投票3次。然而，在前兩輪投票中，袁世凱仍然分別只得到了471票和497票，未达到法定四分之三的票数规定。最后，议员被迫选袁为正式大总统。10月10日，袁在中華民國正式大總統就職演説中，談及個人從政生涯及共和國成立后，法律、道德、教育和實業發展等方面問題。10月14日，由国会编制的《天坛宪法草案》脱稿，乃是《中華民國臨時約法》的增訂版。袁10月16日在《致众议院咨请增修约法案文》中指出临时约法限制过苛，而临时约法第五十五条規定大总统有提议增修约注之权，所以爲了政务统一，要求国会扩大总统职权。但国会将大总统的提案置于勿庸讨论之境地，并在此后再三拒绝听取袁的陈述。袁的意见遭国会堵塞后，他向全国各省军民长官发出通电，公开陈述自己对宪法草案的意见，以争取国会外乃至整个社会的支持。各省军民长官在电复中均支持袁的意见。
1913年11月4日，袁根據警备司令官查获贛省起事（即二次革命組成部分）領導者李烈钧與国民党本部及国民党籍国会议员有密电來往勾結之實，遂發佈《解散國民黨通令》，并取消国民党籍议员的资格，內中指出：
|  | ……國民黨之所謂黨略，大率借改革政治之名，行攘奪權利之實。凡可以逞其野心者，雖滅國亡種，荼毒生靈，亦所不惜。其運動方法，或以利誘，或以威嚇，或以詐取，務使同種之人，互相殘害，而自為狡兔三窟之謀。其鼓吹之術，或以演詞，或以報紙任意造謠，顛倒黑白。利用一般思想單簡之青年，一入彀中，即為所賣，附和煽亂，至死不明。此等鬼蜮行為，即個人尚不能立身，遑論治國？ |

国民党籍议员的资格取消后，國會因法定人數不足而休會，袁派員組織中央政治會議作爲臨時替代機構，在召開的首次政治会议上，袁指出内政紊亂是因部分人錯誤理解平等、自由和共和的内涵所致，還聲明亂黨人員失敗后捲公款而逃，并談及外交及司法獨立問題。1914年1月，袁根據黎元洪等人及政治會議的意見，將國會解散。1914年3月31日，袁颁布了以“民告官”爲特色的《平政院编制令》。1914年5月，袁公布《中華民國約法》，改责任內閣制為總統制。1914年12月29日，公布《修正大总统选举法》，规定总统任期十年，可以连选连任。

### 与日条约

#### 背景
1914年，第一次世界大戰爆發，袁政府要求德国把侵占的山东半岛权益交还中国，遭拒。当时美国注意力已转移至欧洲，而英国则希望日本能成为在其远东的盟友，日本于是在8月23日以英日同盟（協約國）為理由出兵占领了德国在中国的势力范围胶澳地区（今属青岛市）和山東膠濟鐵路沿線地帶。袁政府分别在1914年11月18日和1915年1月7日两次要求日本政府从中国撤军。
其时日本政治派系黑龙会首领内田良平提出，应采取主动外交政策，以果决态度，使中国投入日本怀抱，与之订立防御同盟。他还向内阁及元老提出一套详尽的“对华问题解决意见书”。此外，日本陆军省拟定“中日交涉事项觉书”，参谋本部提出“中国问题处理大纲”。11月11日，日本内阁根据以上计划，形成决议二十一条。12月初，外相加藤高明将其交付奉召返国听训，命其尽速向袁世凯交涉。
民国初期，臨時大總統孫中山所主導的南京临时政府为从日本获取资金，打算与日本军部关系密切的三井物産森恪签订近乎出卖中国主权的《中日合办汉冶萍借款合同》。1915年2月2日，日本趁歐美各國無暇東顧之际，秘密向袁提出了五号共计二十一个条款（简称《二十一條》）的无理要求，而其中部分条款就是以孙中山早前提出的若干出让中国主权的条款为底本，如有关汉冶萍公司的条款及孙中山与森恪之间达成的以租借满洲给日本为条件的秘密借款案。日本还逼迫袁政府承認日本取代德國在華的一切特權，進一步擴大日本在滿洲及蒙古的權益，以及承諾聘用日本人為顧問。日本的要求等同于將中國納入成為其保護國。美國聞訊雖對日本提出抗議，但日方並沒有收回其主要要求。

#### 经过

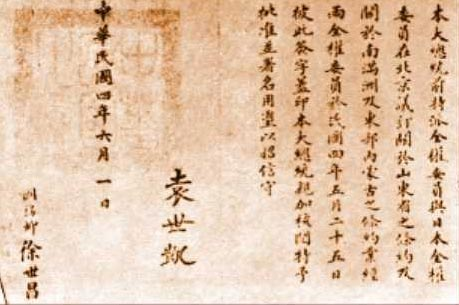
《中日民四条约》文本

从1915年2月2日到5月7日，历时105天，袁政府与日方谈判20多次。在谈判中中国代表对日本的要求多有抵制。袁政府采取各种办法拖延时间并向社会各界透漏日本之无理要求，以期国际社会干涉此案，并唤起国内舆论讨伐日本，国内民众反对《二十一条》的呼声日渐高涨，4月26日，日本代表提出最后修正案，做出一些小让步。5月1日中国方面提出修正案，仍坚持自己的立场，于是日本政府刪除对中国最为不利的第五号要求。5月6日，袁在《大总统袁世凯致各省电》中称：
|  | ……中国沿海港湾、岛屿不可让与或租于他国、聘用日本顾问、中日合办警察、军械等为‘其制我死命最要之点’。在我国不宜因此决裂，蹂躏全局。但应尽心竭力，能挽救一分，即收回一分之权利。 |

日本政府终于恼羞成怒于5月7日向袁政府发出最后通牒，限5月9日下午6点前答复，否则将执行必要之手段。此时的日本摆出大战一场的姿态，军舰在渤海一带游弋，山东、奉天兵力增加，关东戒严，日侨纷纷回国。5月8日袁召集政府要员开会，袁认为日本已收回对中国最为不利的第五号各条款，其他条款已非亡国条件，为避免开战，所以接受日本条件。他说：
|  | ……我国虽弱，苟侵及我主权，束缚我内政，如第五号所列者，我必誓死力拒。外交部恪守我的指示，坚拒到底，尽了最大之力……如今日人最后通牒已将第五条撤回，凡侵主权及自居优越各条亦尽力修改，并正式声明将来胶州湾归还中国。在南满虽有居住权但须服从警察法令及课税各条亦与中国人一律。因此，与初案相比已挽回许多……我国国力未充，目前尚难以兵戎相见。故权衡利害而不得不接受日本之最后通牒，是何等痛心，何等耻辱！……经此大难之后，大家务必认此次接受日本要求为奇耻大辱，本卧薪尝胆之精神，做奋发有为之事业。举凡军事、政治、外交、财政，力求刷新，预定计划，定年限，下决心，群策群力，期达目的……希望‘埋头十年，与日本抬头相见’ |

在日本的脅迫下，袁政府5月9日在回应了日方的最后通牒后将当日定为中国国耻日，史称五九国耻。此后，双方分别准备签约事宜，在条约文字内容上仍有不少折冲，最后于5月25日在北京签署《关于山东省之条约》、《关于南满洲及东部内蒙古之条约》及13件换文，总称《中日民四条约》，与《二十一条》原案比较，中国损失相较于原案已尽可能减小到最低程度。近年来一些新资料表明，条约签订之前袁政府还有另一重压力，当时日本驻华公使日置益向袁面递《二十一条》时曾说：
|  | ……彼等（指中国革命党）与政府外之有力日人有密切之关系，除非中国政府给予友谊证明，日本政府不能阻止此辈之扰乱中国…… |

### 筹建中华帝国

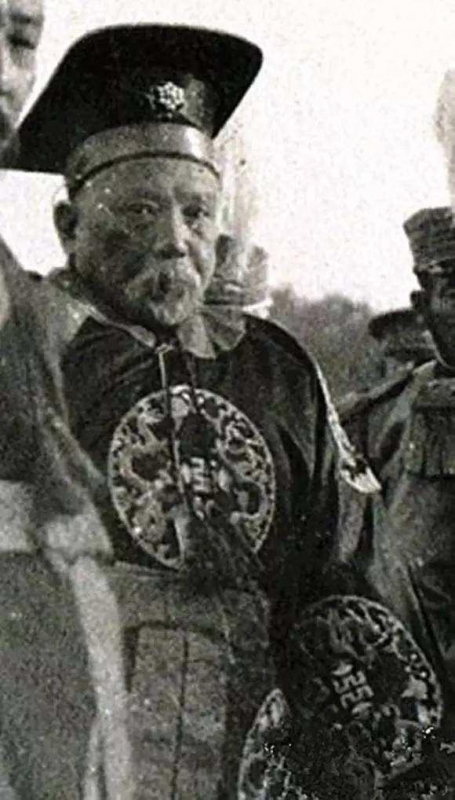
袁著传统衮袍祭祀服祭天

#### 理论铺路
1915年夏，北京政局动荡不定，共和政体以来乱象不断，《二十一条》刚交涉结束，“共和不适于中国国情”之言论不断在社会上传播。8月3日，由通晓中国事务的前哈佛大学校长查尔斯·艾略特为袁安排憲法顧問弗兰克·约翰逊·古德诺发表《共和與君主論》称：“……大多数之人民智识不甚高尚……由专制一变而为共和，此诚太骤之举动，难望有良好结果……中国将来必因总统继承问题‘酿成祸乱’……如一时不即扑灭，或驯至败坏中国之独立……中国如用君主制，较共和制为宜，此殆无可疑者也”。从世界形势看，当时采用君主立宪政体的强国亦不在少数。
8月14日，有十三太保之稱的楊度和孙毓筠等人成立籌安會，发文支持施行君憲。楊度认为，国家须一元领导才能安定，在安定环境中才能立宪，并逐渐富强。他指出，只有君主立宪才能救中国，其一：中国人文化程度低，共和难以立宪，只有君主才能立宪；其二，共和国选举总统时易动乱。8月23日，籌安會召集各省文武官吏和商团进京商讨国体事宜，除少数表示拥护共和外，大都表示必须改变国体。8月25日，蔡锷等北洋军人请愿帝制。袁克定亦偽造《順天時報》，營造日本支持袁稱帝的氛圍。

#### 伪造民意
1915年8月30日，以朱启钤为首的筹安会君子密电各省将军、巡按使：“现拟定第一次办法，用各省公民名义，向参政院代行立法院上请愿改革书，表示人民趋向君主之意，再由立法院议定进行之法。大致每省各具一请愿书，均由此间代办，随将稿底电闻，诸公同意，即将尊名并贵省同意绅商列人，俟立法院开院时，各省陆续呈递。总之，改革国体问题，将来必用民意机关解决之。”:375
9月1日，参政院开幕，请愿团纷纷向参政院请愿施行君宪制。蔡锷、沈云沛、周家彦等人也在同日请愿改变国体。袁世凯在9月6日说：“本大总统所见，改革国体，经纬万端，极应审慎，如急遽轻举，恐多窒碍。本大总统有保持大局之责，认为不合事宜”。梁士诒又在9月19日成立全国请愿联合会，向参政院呈上二次请愿书，要求召开国民会议，票决国体。
9月10日，国民会议议事务局给各省的电报中说明：“此次所谓以国民代表大会决定云者，不过取正式之赞同，更无研究之隙地。将来投票决定，必须使各地代表共同一致主张改为君宪国体，而非以共和、君主两种主义听国民选择自由。故于选举投票之前，应由贵监督暗中物色可以代表此种民意之人，先事预备，并多方设法使于投票时得以当选，庶将来决定投票不致参差。”:381
10月6日，参议院收到建议改国体为君宪制的各省代表请愿书83件。10月7日，参政院把梁士诒等人起草的《国民代表大会组织法》呈送袁世凯，其中说：“国家者，国民全体之国家也。民心之向背，为国体取舍之根本。惟民意既求从速决定，自当设法特别提前开议，以顺民意。一一兹议定名为国民代表大会，即以国民会议初选当选人为基础，选出国民代表，决定国体。”:379次日，大总统公布《国民代表大会组织法》，发布召集国民代表大会的告令。:379
依參政院起草的《國民代表大會組織法》，由全國選出的國民代表共计1993人于1915年12月11日上午9時就國體變更问题投票，结果全票通过君宪制。当日，各省代表请袁接受推戴書，袁以“民国初建，本大总统曾向参议院宣誓，愿竭力发扬共和，今若帝制自为，则是背弃誓词”为由婉拒。当晚，孙毓筠等人又以参政院总代表的名义呈递二次推戴书，称：
|  | ……前此之宣誓，有发扬共和之愿言，此特民国元首循例之词，仅属当时就职仪文之一。当日之誓词根于元首之地位，而元首之地位，根于民国之国体。国体实定于国民之意向，元首当视乎民意为从违。民意共和，则誓词随国体而有效；民意君宪，则誓词亦随国体力变迁。今日者，国民厌弃共和，趋向君宪，则是民意已改，国体已变，民国元首之地位已不复保存，民国元首之誓词当然消灭。凡此皆国民之所自为，固于皇帝渺不相涉者也。 |

12月12日，袁宣佈改次年為洪憲元年，準備即皇帝位:1416当日早上，袁申令“天下兴亡，匹夫有责，……但亿兆推戴，责任重大，应如何厚利民生，应如何振兴国势，应如何刷新政治，跻进文明，种种措置，岂于薄德鲜能所克负荷。前次掬诚陈述，本非故为谦让，实因惴惕文萦，有不能自己者也。乃国民责备愈严，期望愈切，竟使子无以自解，并无可诿避”。
12月13日，袁世凯发布禁止反对皇帝令：“各省区国民代表，一致赞成君主立宪，民国主权。本于国民全体，予又何敢执己见而拂民心。……天不可见，见于民心。断非藐藐之躬，所能强抑。……好乱之徒，谋少数党派之私权，背全体国民之公意。或造言煽惑，或勾结为奸，甘为同国之公敌，同种之莠民。在国为逆贼，在家为败子。蠹国祸家，众所共弃。国纪具在，势难姑容。予惟有执法以绳，免害良善。”

#### 拟定制度
袁接受第二次推戴后，袁的外国顾问团仿照《日本皇室典范》拟定《新皇室规范》：
|  | 一、中华帝国大皇帝传统子孙，万世延绵。二、大皇帝位传统嫡长子为皇太子，皇太子有故，则传嫡皇太孙。嫡皇太孙有故，则立皇二子为太子，立太子以嫡不以长。三、中华帝国大皇帝，为汉满蒙回藏五族大皇帝，公主、郡主得下嫁五族臣民。四、皇室自亲王以下，至于宗室，犯法治罪，与庶民同一法律。五、亲王、郡王得为海、陆军官，不得组织政党，及为重要政治官吏。六、永远废除太监制度。七、宫中设立女官，永远废除采选宫女制度。八、永远废除各方进呈贡品制度（满、蒙、回、藏各王公世爵年班朝觐贡品，仍准照常办理外）。九、皇室典礼事务，设宫内大臣掌领之。十、凡皇帝亲属，不得经营商业，与庶民争利。 |

中華帝國國旗

此后，中華帝國进入筹备阶段:7，欲改年號为洪宪，意为洪扬宪法，總統府改為新華宮。然而蔡锷、唐继尧等人在1915年12月25日联名通电全国，宣布云南独立，舉行护国运动，西南爆發反袁運動。袁得知消息后，于12月29日下令免去蔡锷等人职务，称蔡锷讨论国体问题时，曾联合北京的高级军官首先署名主张君主立宪，后请假出国就医，怎会秘密回到云南，袁不相信蔡锷欺骗自己，但无论宣布云南独立的通电是否受人胁迫或被他人捏造，唐继尧、任可澄都应承担地方之责，蔡锷行迹诡秘，不知远嫌，所以将他们三人免职，听候查办。原令如下：
|  | ……蔡锷等讨论国体发生之时，曾纠合在京高级军官，首先署名，主张君主立宪，嗣经请假出洋就医，何以潜赴云南，诪张为幻，反复之尤，当不至此。但唐继尧、何可澄既有地方之责，无论此项通电，是否受人胁迫，抑或奸人捏造，究属不能始终维持，咎有应得……蔡锷行迹诡秘，不知远嫌，应着褫职夺官，并夺去勋位勋章，由该省地方官勒令来京，一并听候查办。 |

#### 结束
蔡锷当初多次劝进袁君主立宪制，后来却又起兵討袁，袁才明白自己被蔡锷欺骗了。1915年12月云南起义爆发后，袁组织北洋军征伐滇军，互有勝負。與此同時，中華革命黨和大日本帝国也趁機活動，日本早在1916年初就开始密切关注中国动向，袁政权并不符合日本在华利益，因此日本在背后以各种手段支持反袁势力。虽然部分官员及参政院奏请袁世凯早日登基，但随着战势的加剧，人心不稳，黔、蜀、粤等省相继宣布独立，冯国璋于1916年3月18日联合5名将军发密电致各省将军，就迅速取消帝制、惩办祸首、停战议和等征求各省将军同意。袁世凯在内外交困之下，於1916年3月22日召秘书张一麟起草文告宣佈取消君主立宪国体，退回各省区推戴书，所有筹备事宜停止，中华帝国随之流产，张一麟忆述当时情形：
|  | ……那天，项城把我叫去说：‘我糊涂，没能听你的话，以至于此。’……他意思是直接命令取消，并将拥戴书焚毁。我说：‘这件事你是被小人蒙蔽了’。袁回答说：‘这件事是我自己不好，不能怪罪别人’，袁还曾说：‘吾今日始知淡于功名、富贵、官爵、利欲者，乃真国士也。仲仁在予幕数十年，未尝有一字要求官阶俸给，严范孙（严修）与我交数十年，亦未尝言及官阶升迁，二人皆苦口阻止帝制，有国士在前，而不能听从其谏劝，吾甚耻之。……总之，我历事时多，读书时少，咎由自取，不必怨人……’ |

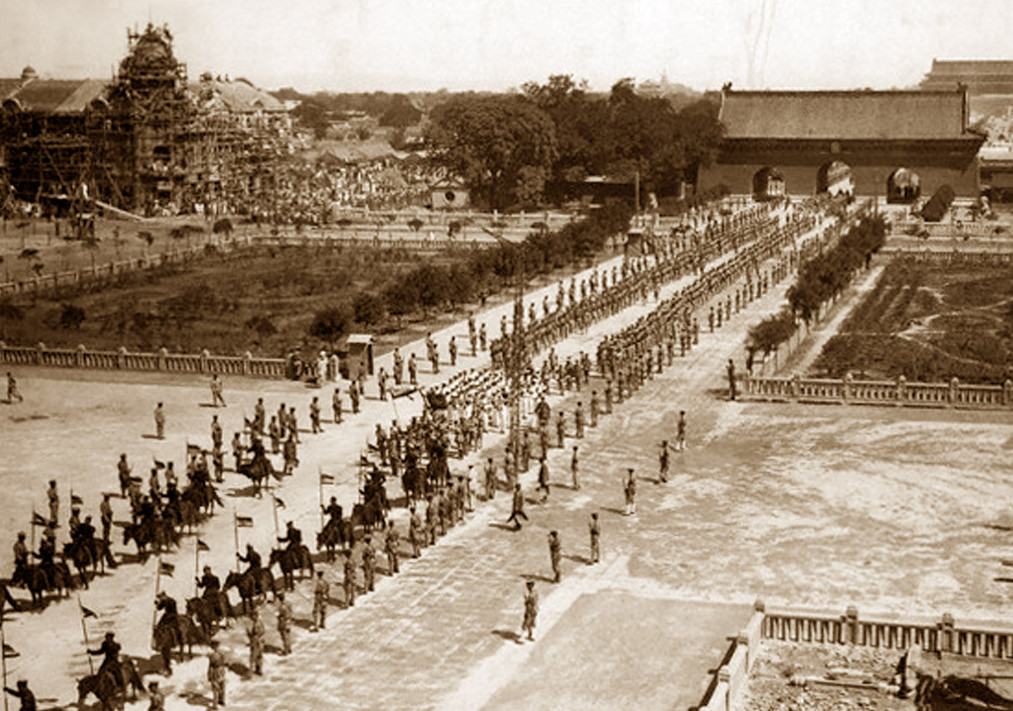
1916年袁世凯葬礼

袁世凯在《撤销帝制令》中申明，民国建立以来变故纷乘，忧国人士多主张恢复帝制以结束争端。1913年后，主张帝制的声音不绝于耳，每次都遭他呵斥。1915年形势有变，多数人都说若不施行君主立宪制，就不能救亡图存。且看墨西哥革命后的内战及葡萄牙第一共和國成立后争权夺利的斗争，越南、缅甸一定会步其后尘。帝制论者言之有理，各界纷陈来电呼吁帝制。而自己一再声明有维护国体之责，但主张帝制者依然坚持，所以他决定由国会解散国体，大家一致赞成君主立宪。他说，数千年来帝王子孙之祸不断，而主张帝制者本意是巩固国基，然爱国误入歧途足以害国。反帝制者也发表了政见，但不能矫枉过正，危及国家。他望各方摒弃异见、同心协力，神州华裔不应同室操戈。并将所有责任归咎于己，不怪罪他人。
1916年5月4日，梁启超电劝段祺瑞出以果断，劝袁退位。5月6日，袁通电陈宧，同意自大總統之職退位，但需要先商定善后。冯国璋联络各省于5月17日组织召开《南京会议》，因各省区将军代表谋略不一，会议无果而终。
早在3月27日，袁的身体即出现病状，报载袁病失音，疑系尿毒症。5月16日，袁的腰和枕骨出现疼痛症状，饮食锐减，不能入寐。5月28日袁病重，颜色憔悴。6月3日病笃，饮食即吐，小便癃闭。6月5日中午袁猝晕，6月6日上午10时15分袁逝世，享年56歲。袁谢世之日，他的书案上有他亲笔书写的一句话“为日本去一大敌，看中国再造共和”。

## 身后
袁氏于1916年6月8日在懷仁堂入殓。据袁之女袁静雪回忆，对于以何种殓服入葬的问题，尽管袁世凯“孩子们的主张不一”，但袁妻于氏找到徐世昌，提议以龙袍入殓，说袁世凯虽因称帝败亡，“但他是喜欢这一套的”，“不枉他搞了一场”，“让他死也瞑目”。徐觉得“冕服在棺内”，“外人看不见”，因而同意。又据袁之孙袁家宾回忆，“因为天气热，又过这么久才入殓，因此除了他的尸体还在继续散发臭味外，他那原本就很胖的躯体更加臃肿起来，家中所有的衣服都穿不上了。有人就建议，衣库里还存有龙袍，非常肥大，何不取出穿上。袁克定说，等与黎元洪、徐世昌、段祺瑞商量一下再说。后经黎、徐、段等同意，才穿龙袍入殓。龙袍是紫红色，上绣九条平金线金龙，龙眼上各嵌大珍珠一颗，龙头各部镶有小珍珠，龙麟处缀有珊瑚断片。”入殓时，袁世凯“身服十二章之祭服”，头戴天平冠，“足穿方头靴”，“几如大行皇帝”。
尽管他在遗嘱中说“余之死骸勿付国葬，由袁家自行料理”，继任总统黎元洪则以“民国肇兴，由於辛亥之役，前大总统，赞成共和，奠定大局，苦心擘画，昕夕勤劳，天不假年，遘疾长逝……所有丧葬典礼……务极优隆，用符国家崇德报功之至意”除了命国务院为袁世凯举办一场集古今中外皇庶官民新旧典章于一举的国葬，又特派曹汝霖、王揖唐、周自齐三人承办。令各官署、军营、军舰、海关下半旗二十七日，6月28日出殡日全国下半旗一日，鸣砲108响，京师学校当日停课。出殡当日，仿德国皇帝出丧，“将灵櫬置于炮车上，特由卫侍武官及卫士以人力推挽而行，并派段芝贵及李进才为保护灵车长官。”灵柩扛夫“系仿前清亲王制用八十人”，用红杠、红绳（按清制，皇帝棺柩用黄色，亲王用红色），举行祖奠礼、启奠礼、孝子服饰、殡前执事仪仗等礼，“大半袭中国古代帝王梓宫奉安之旧习”。时人评价，袁世凯出殡“典礼备极崇隆”，“仪仗之矞皇，装潢之华丽”，不论是“未成君之皇帝”，还是“已解职之总统”，“其资格亦不过一平民而已”，“以平民而上拟帝、后大丧，以民国而摹效奉移大典”，如此不足“昭示来兹”，承办丧礼诸人本意“欲尊项城”，结果“反以重项城泉下之罪”。
袁世凯墓园的命名，袁克定原本欲取“袁陵”，但徐世昌以时局不安，不如取名“袁公林”，因二字谐音，且据《说文解字》，二字“可以互相借用”，“避陵之名，仍陵之实”。北洋政府根據其「葬吾洹上」的遺願，委派河南巡按使田文烈趕赴河南安陽慎選堪輿，勘定吉壤，最终选定洹水北岸，工程持續近兩年，由北洋政府拨款50餘萬银元，徐世昌、段祺瑞、王士珍等8人募捐25万余銀元建成。

## 任内施政

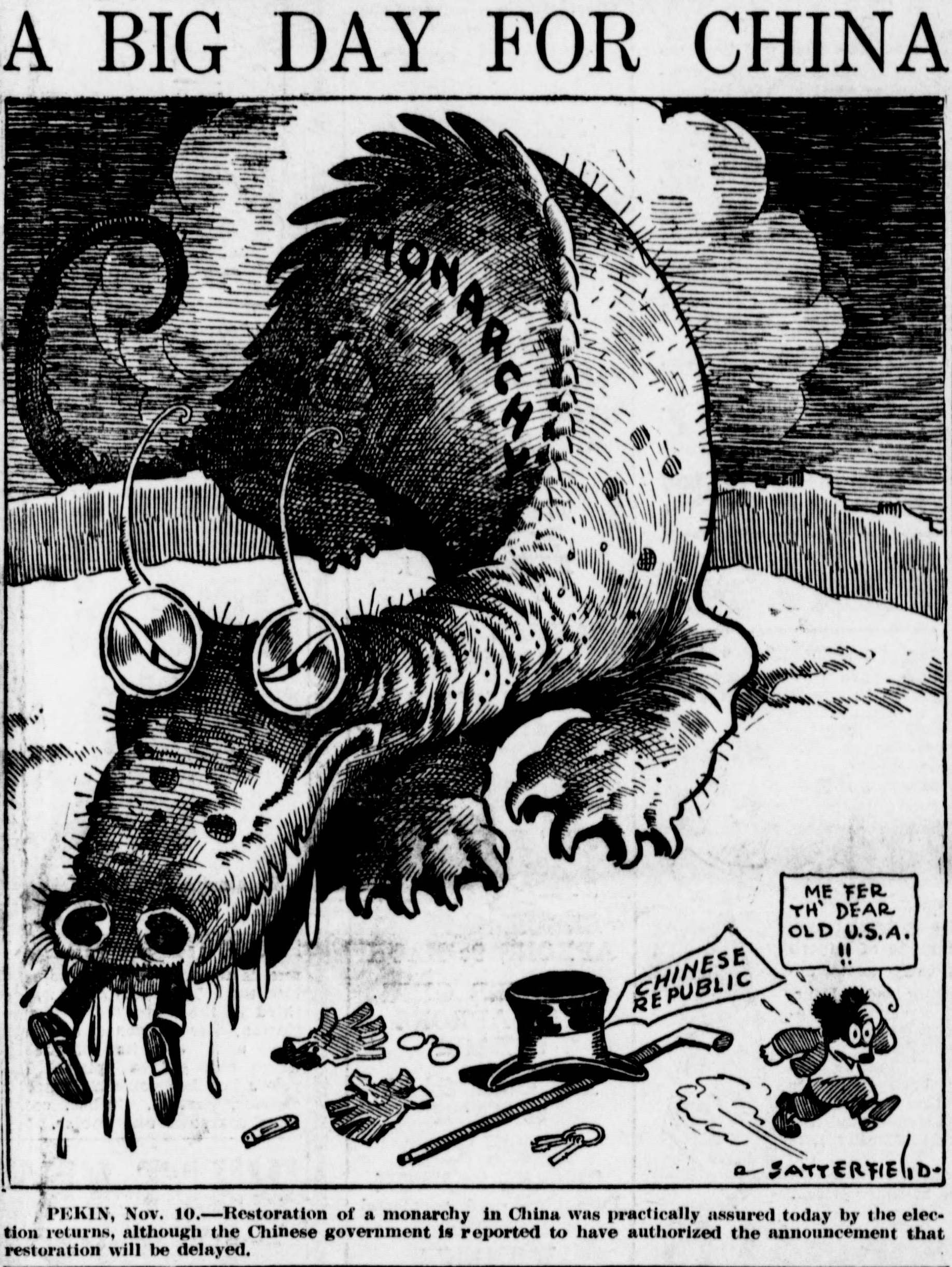
1915年讽刺袁世凯的“国体投票”全票通过的漫画

### 党狱方面
“二次革命”失败后，袁利用军政执法处杀害的人即“数以千计”；其中较为著名者有：四川会党领袖张百祥，密谋刺杀袁的程泽湘，辛亥南京革命军正参谋曹锡圭，山东同盟会支部长徐镜心，四川民政长张培爵，北京《民主报》总编辑仇亮，江苏第三师旅长张秀全，南京临时政府交通部司长林逸民，湖北军政府北伐学生军队长方亚凡，辛亥山东烟台民军营长左宪章，河南革命军参谋余国桢等。1913年9月黎元洪捕杀革命党人宁调元、熊樾山。次年段芝贵在湖北全省进行“清乡”，从6月至11月破获“乱党之案百数十起”。1914年6月汤芗铭破坏“长沙革命党机关”，逮捕四十多人，其中二十九人被惨杀。倪嗣冲于安庆设探访局，任命王之纲为局长，人称王为“活阎王”，在两年之中竟杀害革命党人五百七十余人。1914年3月，龙济光派兵“清乡”，迭次破获乱党机关，“厥功甚著”，袁特赠他一等嘉禾章。

### 社会方面
1913年8月，北京《正宗爱国报》编辑丁寶臣作“时评”说：“军人为国家卖命，非为个人卖命者。为个人可谋生计之处甚多，何必从军。”便被军政执法处逮捕，以“迹近通匪、煽惑军心”的罪名，加以杀害。1914年4月2日，袁公布《报纸条例》，警察机关可以用“妨害治安”等理由，任意查封报社，禁止报纸发行，以致逮捕编辑、记者，判处徒刑。
1914年3月2日，袁公布《治安警察条例》，规定“严禁秘密结社”和“同盟罢工”等。5月20日又公布了《地方保卫团条例》，命令各县建立“保卫团”，负责“清查户口”、“搜捕盗匪”。11月又先后公布恢复肉刑的《易笞条例》和《惩办盗匪法》。

### 文化方面

袁北洋政府时期极具中国传统文化特色的十二章国徽

清朝入主中原后，雖然實行剃髮易服政策和文字獄，但同時也尊崇儒學與孔子。袁逼宣统帝退位之后，延續清朝的尊孔，1912年9月20日，袁颁布《尊崇倫常文》，提倡国民尊崇儒家伦常，他在《通令國民尊崇倫常文》中说：
|  | 中华立国以孝悌忠信礼义廉耻为人道之大纪。政体虽更，民彝无改，……本大总统痛时局之阽危，怵纪纲之废弛，每念今日大患，尚不在国势，而在人心。苟人心有向善之机，即国本有底安之理。 |

1913年6月22日，袁颁布《尊崇孔聖文》，并在《中华民国宪法草案》里规定：“国民教育以孔子之道为修身大本”。1914年8月颁布《暂行祭祀冠服制》，这是一部以明代祭服制度为主体，结合“周制”概念拟订的祭祀冠服条例，恢复汉服式祭服，并于同年冬至在北京天坛举办具有汉人政权特色的祭天典礼。1914年9月25日，袁世凯又颁布《祭孔令》，明令中央和各地方须在孔子诞辰之日举行祭孔活动，并于28日举行中华民国官方首次“官祭孔子”活动，又令财政部拨款修缮北京孔庙。1914年11月3日，袁世凯在《箴规世道人心告令》中称“忠孝节义”为国粹，指责乱党破坏中国社会秩序：
|  | 民国初年，一二桀黠之徒，利用国民弱点，遂倡为无秩序之平等，无界说之自由，谬种流传，人禽莫辨，举吾国数千年之教泽扫地无余。求如前史所载忠孝节义诸大端，几几乎如凤毛麟角之不可多得……一个国家不必愁贫，不必忧弱，惟独国民道德若丧亡，则乃必鱼烂土崩而不可救。 |

另外，春夏秋冬四節與春节的设立也与袁世凯有关。農曆新年的第一天“元旦”是中国的传统节日，可上溯至4000多年前，而现行的春节历史却很短。1913年，袁批准以農曆正月初一为“春节”，例行放假；而元旦改為國曆一月一日，从1914年开始实行并延续至今。

### 军事方面

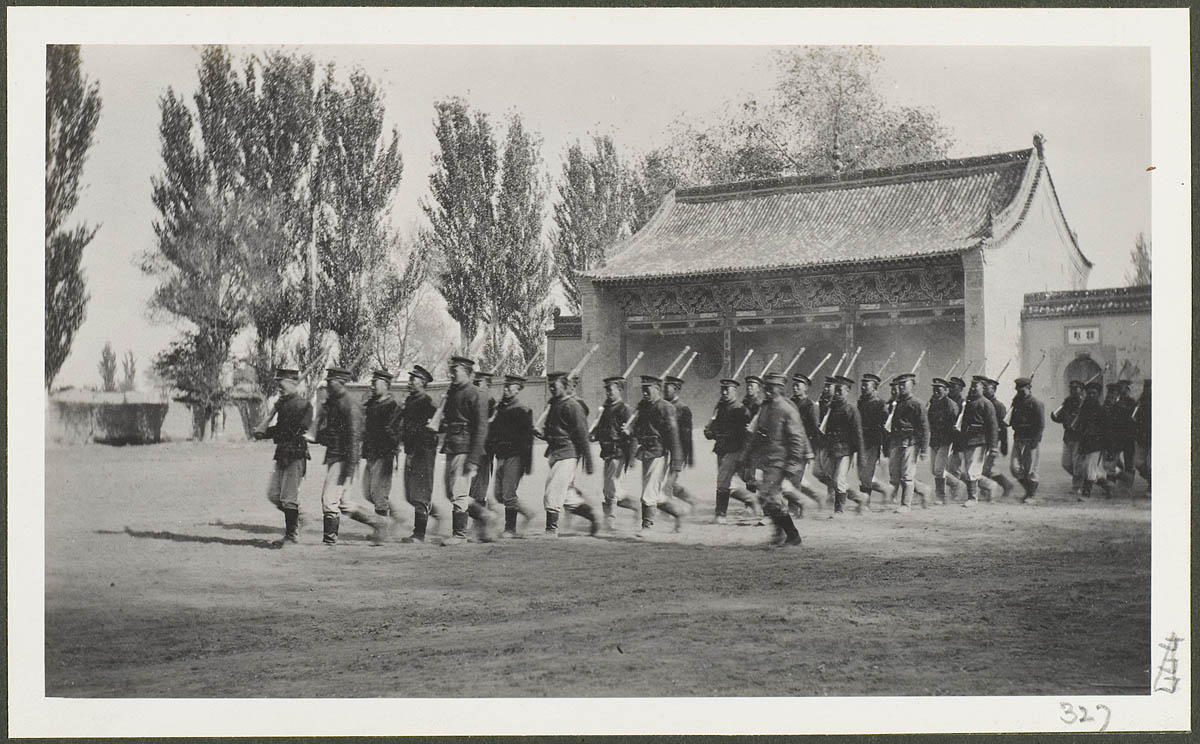
新军操练场景

1903年起，袁开始着手中國軍事现代化的工作，在中国军制改革、军事教育、建军治军、近代警察制度等方面做出大量有益尝试。在华北组建中国近代第一支新式军队，雇佣德軍教官，创办警、步、馬、砲、工、辎等兵科，设立现代化的通讯兵学校，培养大批军事人才，先后有5人当上中华民国总统或总理。至接掌北洋，裁撤舊軍改編警察，令中國軍警分離，清末巡警制度的创立是中国警察制度近代化的开始。
對外軍事方面，袁在1884年朝鮮王朝的甲申政变中，在无法得到国内指示的危机时刻，当机立断，率军擊退日軍，瓦解了朝鮮親日派和日軍顛覆朝鮮政權的圖謀。之後，在袁任清朝駐朝鮮大臣期間，他盡一切可能擴大中國在朝鮮的影響力，成為朝鮮王朝內最有權勢的人物，全面掌握朝鮮的商業、外交事務和內政。義和團運動爆發后，在山東的袁世凱與兩廣的李鴻章、湖廣的張之洞，兩江的劉坤一，一起組織了東南自保運動，反對朝廷對於義和團的支持、也反對朝廷對外國的宣戰，並在他們的管轄範圍內鎮壓拳民，保護在華外國人的安全。雖然這一政策對於民族主義者來說具有反動性，但是也正是這一政策使得經濟昌盛的東南地區，避免了義和團運動帶來的社會混亂與外國武力的入侵。

### 经济方面
工业方面，他积极发展实业经济，1905年，他出面筹钱，督修了中国人自己建造的第一条铁路京张铁路，自1912年到1914年这3年间，新开的工厂为4,000多家，民族资本兴建的面粉厂、火柴厂、卷烟厂、造纸厂以及采煤、冶炼企业，得到长足发展。袁世凯在遭谴归隐之后还说出“官可不做，实业不可不办”的话。袁当政时期，颁布实行了一系列有利于中国民族工业发展的经济政策，扶持弱势的民族工商业，提倡国货，增加进口税并减少出口税，加强国货竞争力，扩大国货销售市场。
农业方面，袁在兴办农业教育、创设农业基金和推广农业新技术方面做出尝试。
财政金融方面，袁筹公债、整顿税收、开办银行、疏通金融、改革币制，这些举措不仅缓解了当时的财政危机也促进了中国近代财政金融的现代化。
在对外经济交往方面，袁主动对外开放，开通商埠，这在近代中国对外开放的历史进程中具有重要意义。袁主张引进外资和侨资，前后素志不移，这在苏杭甬铁路、文辞协议、中美轮船公司等问题上即有体现。经过袁的治理，中央财政也有很大改观，从民国初年的借债度日到每年库存可余两千万元。

### 教育方面

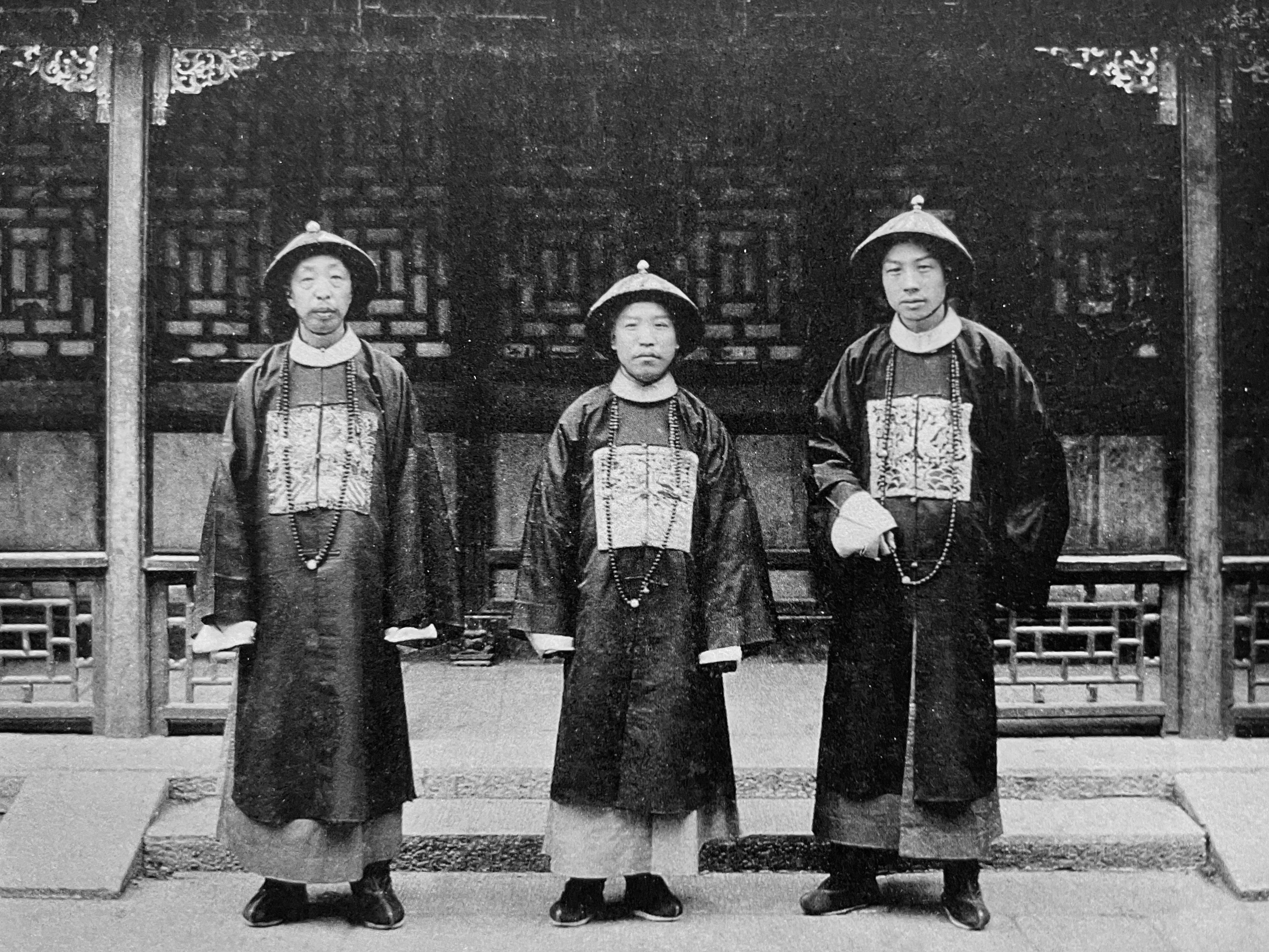
1903年，直隶总督袁世凱（中）察看京師大學堂譯學館，與該館監督朱啓鈐（右）、管學大臣張百熙（左）合影

袁世凯兴学重教，主张废除科举，兴办新式学校，积极倡导学子留洋。他与张之洞在1905年建议清廷废除了沿袭一千多年的科举制度。，在财政捉襟见肘的情况下，袁推广免费的新式學校，即四年制初级小学。他强调教育的重要性：國家之繁榮昌盛，實繫於國民之品德、知識和體力之高超，若欲提高此三者之水平，必得強化公民教育。袁曾上奏《山东试办大学堂暂行章程折稿》，同时调蓬莱知县李于锴进行筹备，《折稿》获光绪皇帝批准，山东大学的前身山东大学堂正式成立，为山东高等教育写下浓重一笔。袁任直隶总督期间，颁行了一系列教育法规，创建学校司、提学使司、劝学所等近代新式教育管理机构，形成河北近代教育行政管理体制。另外，他多方筹措经费，培养师资，编辑新教材，创建新式小学、中学、大学和各种军事学堂、实业学堂等新教育设施，建立河北近代新教育体系，从而使河北教育摆脱了旧教育的羁绊，步入近代化的发展轨道。

### 政治方面
袁在政治层面的成果体现在清末政体、官制改革、近代法律、地方自治、维护领土完整等方面。袁积极推进中国民主化进程，袁在晚清时期高举“立宪”大旗，几乎是孤军奋战请求立宪，对晚清宪政起到了至关重要的作用。在他的逼宫下，清朝皇帝退位，亚洲第一个共和国中华民国得以确立。袁作为编纂官制大臣，直接参与官制改革的讨论与决策，在官制改革中的作用举足轻重，他对文官的等级、任用、考试、惩戒、保障、甄别、恤金、待遇均制定了专门的法律，初步形成了一套文官管理制度，其中文官候選人考試，以考察行政能力與一般知識為主。并建立廉政機構，設置平議院，專門審理官員犯罪案。在法律建设上，袁大力提拔、举荐和重用新式法律人才，改革和完善近代司法制度，对引进西律、修订旧律，加强中国法制现代化起到重要作用。袁还是地方自治制度的积极参与者，在天津推行地方自治、试行普选制开全国先河，其成效影响深远，直隶省（今河北省）也因此成为当时的模范省。全国各地借鉴天津地方自治的成功经验，地方自治之花遍地开放。

### 禁毒禁赌
禁毒禁赌也是袁的一贯主张。清末的烟馆是重要的社交场所，风气败坏，直隶总督袁在1907年5月19日上奏的《预筹革除鸦片折》中表示：「鸦片之害，荼毒生灵，虚糜金银，不可胜计，实为中国贫弱之源」，袁所领导的直隶省设立了200余个戒烟分所，先后铲除烟馆800多个，查获秘密贩烟案1300起，在禁止种植罂粟方面，他多次颁布晓谕，倘有偷种之户，立将烟苗划去，地亩充公。当选民国总统后，袁更规定吸鸦片者立即戒除，贩者分别停歇，种植者若不将烟田改种他物则一律治罪，凡官员故纵者，按情节轻重予以惩治，期间颁布的《禁烟令》至少有七次之多。在禁赌方面，袁自小站练兵时期就禁止军队赌博，在其制定的《简明军律二十条》中有两条为罚律，其中之一即是关于赌博，犯者插箭责罚。直隶总督时期，在直隶师范学堂和小学堂《学堂条规》中规定学堂上下人等一概严禁赌博，违者由总办分别责饬开革。任职民国总统后，袁世凯则以法令的方式禁赌，1912年6月颁发的《暂行新刑律》对赌博者、开设赌场者规定有不同的刑罚。

## 著作
《袁世凯全集》共36卷，2013-11河南大学出版社。内容有章奏、文告、律令、公牍、函电、诗文、题词以及著作。

## 轶闻

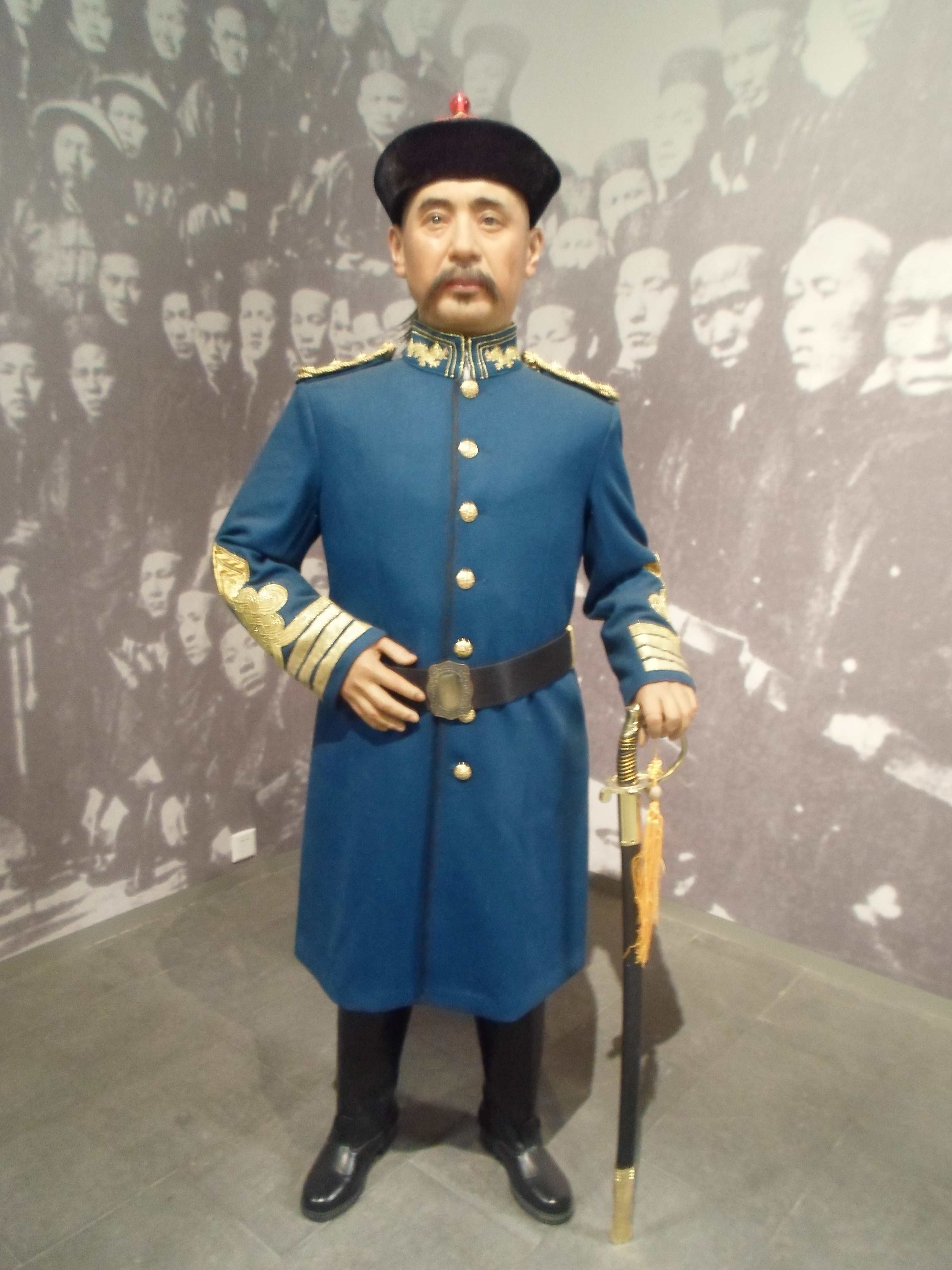
天津博物馆中的袁世凯塑像

1876年夏，清末状元张謇与袁同为吴长庆的文武两大幕僚，吴长庆命袁对张謇执弟子之礼，故袁每次写信给张謇都尊称“夫子大人”，面见时则称“季直师”（张謇字季直）。吴长庆病逝后，张謇和袁各奔东西。不过，等到袁成为民国大总统后，在给张謇的书信电报里，却改称张謇为“张老先生”或“季直先生”。袁决定恢复帝制后，准备任命张謇为农商总长，此时的称呼又从“先生”改为“季直兄”或“仁兄”，张謇则回信说：“夫子尊称不敢，先生之称不必，我兄之称不像。”不久，袁自封皇帝，“特聘”张謇为他的“嵩山四友”之一，还派“钦差”专送一幅《嵩謇山四友图》给张謇，但张謇却闭门拒收，并调侃说：“今昔犹是一人耳”，“足下之官位愈高，则鄙人之称谓愈小矣”。
刘体智在所著《异辞录》卷四《袁世凱論北洋三鎮統制》提到——

癸卯日俄之役，項城厲兵秣馬，名為中立，陰以助日。是時北洋陸軍為三鎮，鎮統三人，曰段祺瑞，曰段芝貴，曰王士珍。或問將才，曰：「段祺瑞如何？」曰：「狀貌善也，平時無多語，氣度亦不惡。但[腦經單簡]，辨別事理之功，未必精密。」問段芝貴。曰：「奔走疏附而已。」問王士珍。曰：「為人精細，處事有條理。然不可以為大將，帥一鎮以出，其不能馭矣。」
民国著名报人陶菊隐于1934年出版的《政海轶闻》中，记载了一则袁行贿慈禧而得欢心的故事。慈禧垂帘听政时，袁充任北洋总督，极意结交阉宦，使侦慈禧意向以投其所好，因之宠眷逾固。其时值慈禧诞辰，疆吏搜珍选异，各出心裁。某日，慈禧巡视珍品，啧啧称赏，最后目注四睹，无语而出。宦者以告，袁猛醒曰：“得之矣。”他即搜集名画若干帧，盛饰以进。慈禧大悦：“蔚亭实获我心，吾正思此物，此物来矣。”袁所费最少，独邀青睐，其善窥上意，诚不可及也。
袁的六姨太太叶氏，本是南京钓鱼巷的妓女，嫁给袁世凯纯粹是“误会”。袁做直隶总督时，派其次子袁克文到南京办事，袁克文在钓鱼巷认识了妓女叶氏，两人互订嫁娶盟约，叶氏并将其玉照赠袁。克文回去向父亲磕头复命时，一不小心叶的照片掉在地上，袁世凯连声问：“是什么？那是什么？”袁克文不敢向父亲谈自己的儿女私情，便说：“在南京给父亲物色了一个好看的姑娘，所以带回来这张照片，看父亲是否喜欢？”袁接过照片一看，连声说:“好！好！”于是派人去南京将叶氏接了回来。洞房花烛之时，叶氏才发现她的意中人竟变成了一个五短身材鬓发斑白的半老头子。
民国作家侯毅著《洪宪旧闻》内有一篇《项城就任秘闻》，记述了袁世凯就任正式大总统时的三怪件事。1913年10月10日，袁世凯举行就职典礼。此前数十天，天天晴丽，独就职之日垂雨浇注。那时染色工艺不佳，太和殿前所悬五色旗色彩尽褪，模糊斑点有如泪流。袁世凯乘八抬大轿，行至太和门时，忽然窜出一犬，惊扰队列，众卫士急拔剑刺毙，死犬肝肠涂地。就任礼毕，袁世凯乘驷车回府，未出午门，石道雨滑，一匹骖马倒地，遭断木刺死，袁世凯换乘他车而归。民间有谶纬家为其占字，说“袁”姓乃“吉头哀尾”，预言袁世凯不得善终。
1915年，洪憲議起，适值袁寿辰，群下欲取悅主上，盡招在京有名伶官入南海供奉，乃取《國賊孫文》一書，譜為《新安天會》，化孙文為猴、黄兴為豬、李烈鈞為狗，排演成於袁生日寿筵。艺人谭鑫培名盛一时，清末曾受内廷供为慈禧唱戏，故被选為《新安天會》主角。不料谭氏嚴拒，又找到著名老生演员孙菊仙，再遭嚴拒。九門提督江朝宗親率城廂駐兵，将二人挾持而行。演畢，人賜二百銀元。谭氏不辭而去，大笑出門，將二百銀元沿途撒落，至新華門，而二百元盡矣。
1916年袁帝制自为，改民国五年元旦为“洪宪”元年元旦，阎锡山令太原举行庆祝“洪宪登极”大会。大会结束时，台上“司仪”呼“洪宪万岁”，台下有一青年则喊“洪宪半岁”，会场上很多人响应了；接着“司仪”提高嗓门喊“洪宪万万岁”，台下多人便不约而同大喊“洪宪半半岁”。有趣的是，“洪宪”的存在时间，后来竟与此口号巧合，“洪宪登极”83天垮台，严格地说还不足半个半岁（3个月）。
曾任天津袁府总管的陶树德回忆，袁擅长笼络人心。某日，陈光远呈袁一报销单，为数一万八千元，袁阅后，即在“一”字上加了一竖，改成“十”字，变成了十万八千元。陈取款后，不敢收用，向袁请示，所余九万元作何开支。袁说：“嗨，你带着吧！买些地，买些股票。你也够辛苦了。”另有一例，热河都统姜桂题在北京设有大规模烟土庄，销售鸦片烟土。一日，姜谒袁说：“我来到了一点几烟土，要进东直门。到城里我怕步兵统领和警察总监要查抄没收，诮总统打个德律风叫他们放行。”姜所谓的“一点儿烟土”，是以大队骆驼载运，由大队步兵保护的驮运烟土行列。袁说：“大总统下令禁烟，我只能叫他们查抄没牧。”姜说：“那可不行，总统！那么着，我毅军（姜系毅军军长）就发不了饷。”袁说：“我不能保护你”，但忽然说：“你应该去找吴炳湘（警察总监）、江朝宗（步军统颁），以老朋友地位同他们商量商量。”姜领会其意，安心退出，即上车离去。
袁筹划帝制期间，有一名叫崔启勋的警官，心怀愤懑。某日提笔信手在纸条上写道：“匹夫创共和，孙中山不愧中华先觉；总统做皇帝，袁项城真乃民国罪人。”纸条为另一警官捡得，乃投书告密。军政执法处立即将崔某捕去。不几天，经袁世凯批准处决。当囚车抵刑场时，观者如堵，崔某大声疾呼：“奉劝诸位同胞，当今之世有子弟者，千万莫教他读书，千万莫教他写字。我这是读书写字的结果！”其言词悲惨，观者多为落泪。
袁女袁静雪（叔禎）回忆，袁世凯有诸多怪癖。袁擤鼻涕的时候，如果无人在旁伺候，袁就用衣袖一擦了事，所以衣服上有很多污渍。为了袁的仪容，姨太太们将毛巾沾湿，帮袁擦拭干净，袁自己是从不动手的。袁除了每年过年时洗一次澡以外，其余时间从不洗澡，而是让姨太太们给他擦背。袁爱吃参、茸等补品，常常将人参、鹿茸放在嘴里嚼着吃，西药只吃苏打片之类帮助消化的药。此外，袁还雇用着两个奶妈，每天吃这两个奶妈所挤出的奶。袁喜欢缠足的女人，所娶的太太和姨太太，除了朝鲜籍的几个姨太太是天足外，其余都是缠足的。特别是袁所喜爱的五姨太太，其得宠原因之一，就是她有着一双缠得很小的“金莲”。注：袁世凯的女儿静雪最早写这些文章时是在60年代，那时对袁世凯的态度是全面否定，所以该文章可能是她自保而作，真实性存疑。

## 評價

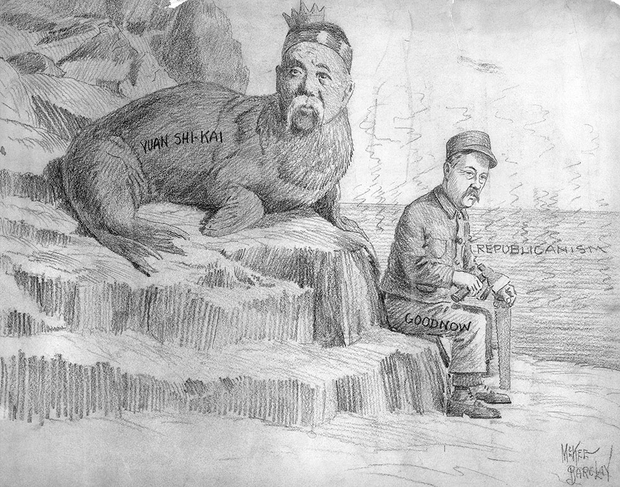
1915年讽刺袁世凯和古德诺的漫画

- 引自李敖千秋評論叢書《千秋·冤獄·黨》：「……蔡元培追憶這個中華民國大總統的罪惡，可蓋棺論定三點，第一是「官僚」，「畏強仰弱，假公濟私，口蜜腹劍，窮侈極欲，所以表官僚之黑暗也」；第二是「學究」，「天壇祀帝，小學讀經，復冕之飾，行拜跪之儀，所以表學究之頑舊也」；第三是「方士」，「武廟宣誓，教院祈禱，相士貢諛，神方治疾，所以表方士之迂怪也」。……」

- 袁喜好打仗，殺人無數，人稱“民屠”。張之洞喜好建設，動輒用盡官府積蓄，被指為浪費銀兩，且又向當地門閥富豪募款，人称“财屠”。岑春煊則喜好彈劾官吏，人稱“官屠”，并戲称為「清末三屠」[125]。

- 徐凌霄、徐一士兄弟称：“袁氏为人，有术而无学，重利害而轻是非。”

- 张之洞说：“袁岂仅有术，直多术耳。”

- 严复评价袁说，袁的才具，只适合担任旧日帝制之下的督抚，“欲与列强君相抗衡，则太乏科哲知识，太无世界眼光。”

- 梁启超说：“袁氏自身，原不知人之所以异于禽兽者何在，以为一切人类通性，惟见白刃则战栗，见黄金则膜拜，吾挟此二物以临天下，夫何其不得者。”

- 顧維鈞稱其：「堅強有魄力，誰一見他也會覺得他是一個野心勃勃、堅決果斷、天生的領袖人物……和頑固的保守派相比他似乎相當維新，甚至有些自由主義的思想，但對事物的看法則是舊派人物那一套，他是個實幹家，卓越的行政官吏、領袖人物」，但是「袁世凱不懂得共和國是個什麼樣子，也不知道共和國為什麼一定比其它形式的政體優越。他的統治越來越趨向恢復帝制，保持舊的制度，使自己高高在上。他不只是不了解共和國需要什麼或民主如何起作用，看來他根本沒有實現共和或民主的願望。」

## 家族

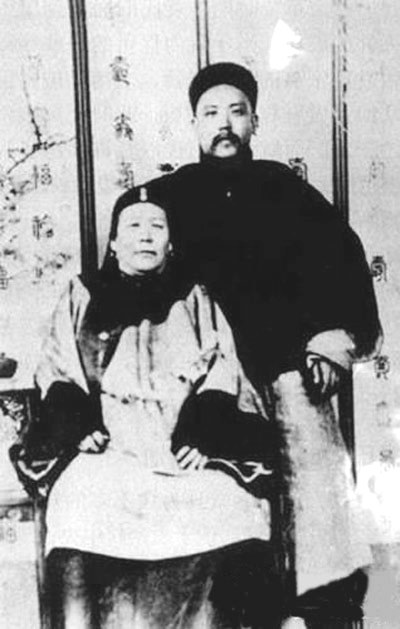
袁世凯与母亲的合影

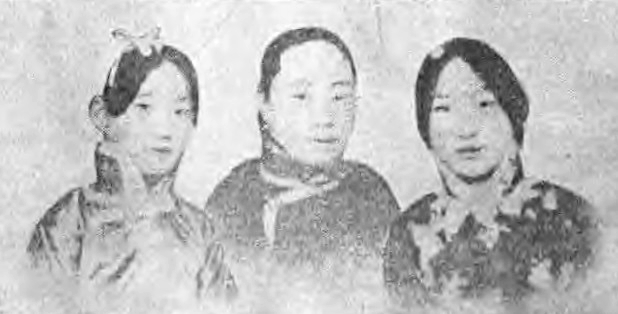
周妃（左）、閔氏（中）、翠媛（右）

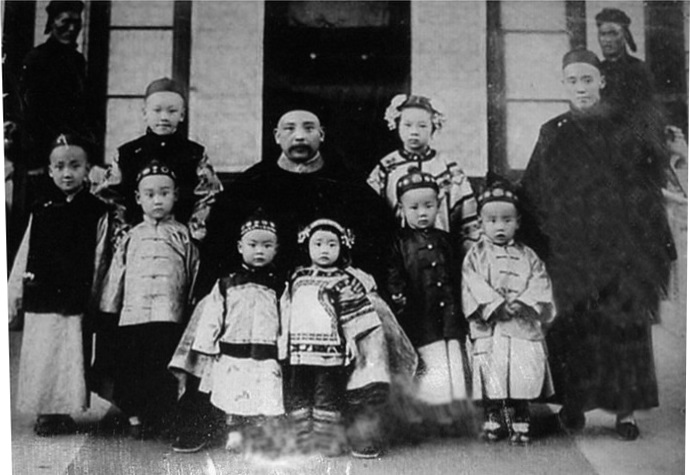
袁与儿女合影

袁世凯出自汝南袁氏。据《驻马店文史资料》第四辑载袁晓州著《海内外袁姓到汝南寻根谒祖概述》一文记述：“清末袁世凯在任山东巡抚时回项城葬母，路过汝南下轿步行到这里祭祖。”
另据《百家姓书库》记述：民国枭雄袁世凯家族宗谱以“汝南家声旧，舜裔世泽长”自诩。
袁一妻九妾，有十七个儿子、十五个女儿、二十八个孙子、三十一个孙女，儿孙总和达九十一人。
- 妻 于氏（河南沈丘縣財主于鰲之女）
  - 第一子 克定，娶吳大澂之女吳本嫻為妻。
- 第一妾 沈氏（蘇州人，未生育子女）
- 第二妾 李氏（朝鮮人，袁世凱盟交朝鮮大臣金允植親家韓山李氏（朝鲜语：한산 이씨）李承五家人，第三妾金氏兩個陪嫁姑娘之一）
  - 第一女 伯禎，嫁張人駿子張允亮。
  - 第五子 克權，娶端方女兒為妻。
  - 第七子 克齊，娶孫寶琦女兒為妻。
  - 第十子 克堅，娶陸建章的女兒為妻。
  - 第十二子 克度，娶富商羅雲章的女兒為妻。
  - 第六女 籙禎，嫁孫寶琦兒子。
- 第三妾 金氏（朝鮮王族夫人之表姊妹，袁世凱盟交朝鮮大臣金允植家人，兩班出身）
  - 第二子 克文，娶劉梅真為妻。
    - 孫袁家騮(1912-2003)，娶吳健雄(1912-1997)

  - 第三子 克良，娶張百熙的女兒為妻。
  - 第三女 叔禎，又名袁靜雪，嫁楊士驄(楊士琦弟）之子楊毓珣。
  - 第八女 環禎（早亡）
  - 第十女 思禎，嫁鄒文凱（北京憲兵司令）
- 第四妾 閔氏（又作吳氏，朝鮮人，袁世凱盟交朝鮮大臣金允植介紹，第三妾金氏兩個陪嫁姑娘之一）
  - 第四子 克端，娶天津鹽商何仲璟之女何慎基為妻。
  - 第二女 仲禎，嫁薛福成之孫，薛南溟之子薛觀瀾。
  - 第四女 次禎（早亡）
  - 第七女 復禎，嫁蔭昌子蔭鐵閣。
- 第五妾 楊氏（天津楊柳青人，小戶人家，精明能幹）
  - 第六子 克桓，娶陳啟泰之女陳征為妻。
  - 第八子 克軫，娶周馥之女周瑞珠為妻。
  - 第九子 克玖，娶黎元洪次女黎紹芳為妻。
  - 第十一子 克安，娶天津鹽商李士銘的女兒李寶慧為妻，妻早亡，再娶外交官張謙和唐寶璋之女張美生，即張蔭棠孫女和唐紹儀外孫女。
  - 第五女 季禎，嫁陸寶忠之子。
  - 第十五女 玲禎（早亡）
- 第六妾 葉蓁（南京人）
  - 第十四子 克捷，娶北京女招待王氏為妻。
  - 第十七子 克友，娶京劇演員於雲鵬的女兒為妻。
  - 第九女 福禎
  - 第十一女 奇禎
  - 第十二女 瑞禎
- 第七妾 張氏（河南人，未生育子女）
- 第八妾 郭寶仙（蘇州人）
  - 第十三子 克相，娶那桐的孫女张寿芳為妻，後又娶陳炳焜女兒陈思行為妻。
  - 第十五子 克和，娶鹽商張調宸之女為妻。
  - 第十四女 怙禎，嫁曹錕的長子曹士岳。
- 第九妾 劉氏（第五妾楊氏一個丫頭）
  - 第十六子 克藩，早亡。
  - 第十三女 儀禎，在季禎死後，續嫁陸寶忠之子。

## 袁世凯相关书籍
- 袁世凱 輯，新建陸軍兵略錄存，光緒二十四年排印本
- 袁世凱 輯，訓練操法詳晰圖說，光緒二十五年石印本
- 沈祖憲 輯，養壽園奏議輯要
- 淸 甘厚慈 輯，北洋公牘類纂，光緒三十三年排印本
- 淸 甘厚慈 輯，北洋公牘類纂續編，宣統二年排印本
- 沈祖憲 吳闓生輯，容庵弟子记，1913年
- 淸 袁克文 撰并輯，洹上私乘，大东书局，1926年
- 劉成禺 撰，洪憲紀事詩本事簿註
- 陸純 輯，袁大總統書牘彙編，民國三年序排印本
- 國事新聞社 輯，北京兵變始末記，民國元年序排印本
- 黃毅 輯，袁氏盜國記，民國五年序排印本
- 白蕉 撰，袁世凱與中華民國，人文月刊社，1936年
- 梁啓超 撰，盾鼻集，民國五年序排印本
- 庾恩暘 撰，《雲南首義擁護共和始末記》，民國六年序排印本
- 闕名 撰，袁世凱全傳 袁世凱佚事，民國中排印本
- 洪憲公報 洪憲元年一月六日至三月二十四日（卽政府公報），政事堂印鑄局 發行
- 黃遠庸 撰，遠生遺著（卽黃遠生遺著），民國八年序排印本
- 張維翰 輯，民初文獻一束，鈔本
- 阮忠樞 等輯，居仁日覽，鈔本
- [日]佐藤铁治郎，袁世凯，天津时闻报馆，宣统二年（1910年）
- [日]佐藤铁治郎 著，孔祥吉、村田雄二郎 整理，一个日本记者笔下的袁世凯，天津古籍出版社，2005年（此书为上一书之新版）
- 金陵中立騃汉撰，袁世凯之新出现：六集，光明书社，上海，1911年
- [日]关矢越山（关矢充郎），怪杰袁世凯，实业之日本社，大正二年（1913年）五月
- [日]内藤顺太郎 著，范石渠 译，袁世凯，文汇图书局，1914年
- [日]内藤顺太郎 著，张振秋 译，袁世凯正传，广益书局，1914年
- 亚苏，救亡 袁世凯叛国自帝之真相，亚强社，1915年
- 袁世凯全传，上海：文艺编译社，1916年
- 野史氏辑，袁世凯轶事，上海：文艺编译社，1916年
- 野史氏辑，袁世凯轶事续录，上海：文艺编译社，1916年
- 云南政报发行所，袁世凯伪造民意纪实，云南政报发行所，1916年
- 民心社 辑，最新袁世凯，泰东图书局，1916年
- 袁世凯撰，襟霞阁主编，袁世凯家书，上海：共和书局，1925年
- 平如衡，袁世凯家书 （第七版），上海：中央书店，1936年
- 国立故宫博物院故宫文献编辑委员会编辑，袁世凯奏折专辑，台北：廣文，1970年
- Lo Hui-min (ed.)(1976) The correspondence of G.E. Morrison 1: 1895-1912, Cambridge: Cambridge University Press.
- Lo Hui-min (ed.)(1978) The correspondence of G.E. Morrison 2: 1912-1920, Cambridge: Cambridge University Press.
- [澳]骆惠敏编，陈霞飞译，清末民初政情内幕：《泰晤士报》驻北京记者、袁世凯政治顾问乔·尼·莫理循书信集，上海：知识出版社，1986年
- 天津图书馆，天津社会科学院历史研究所，袁世凯奏议，天津：天津古籍出版社，1987年
- 佚名撰，中日交涉纪事本末，台北：文海出版社，1987年
- 袁世凯家书，台北:中央研究院近代史研究所编印，1990年
- 天津市档案馆辑，袁世凯天津档案史料选编，天津：天津古籍出版社，1990年
- 陈瑞芳 王会娟编辑，北洋军阀史料 袁世凯卷，天津：天津古籍出版社，1996年
- 天津市历史博物馆馆藏北洋军阀史料 袁世凯卷，天津：天津古籍出版社，1996年
- 全国公共图书馆古籍文献委会辑，袁世凯未刊书信稿，中华全国图书馆文献缩微复制中心，1998年
- 文斐，我所知道的袁世凯，北京：中国文史出版社，2004年
- 袁静雪，袁克齐著，袁世凯秘辛，香港：东西文化事业公司
- 骆宝善 刘路生主编，袁世凯全集 1-36卷，国家清史编纂委员会•文献丛刊，郑州：河南大学出版社，2013年
- 单富良 (Patrick Fuliang Shan)， «袁世凯评传» （Yuan Shikai: A Reappraisal）， 卑诗大学出版社 (UBC Press)， 2018.

## 影視形象
| 演員   | 作品                 | 年份 | 类型   |
| 唐迪   | 西太后與珍妃         | 1964 | 電影   |
| 黃新   | 瀛台泣血             | 1976 | 電影   |
| 英若诚 | 知音                 | 1981 | 電影   |
| 趙長軍 | 一刀傾城             | 1993 | 電影   |
| 何家駒 | 醉拳III              | 1994 | 電影   |
| 林連昆 | 詹天佑               | 2000 | 電影   |
| 周润发 | 建黨偉業             | 2011 | 電影   |
| 孫淳   | 辛亥革命             | 2011 | 電影   |
| 孫淳   | 走向共和             | 2003 | 電視劇 |
| 儀銘   | 清宮殘夢             | 1970 | 電視劇 |
| 譚一清 | 十大刺客之大刀王五   | 1976 | 電視劇 |
| 江毅   | 近代豪俠傳之大刀王五 | 1976 | 電視劇 |
| 何壁堅 | 近代豪俠傳之小鳳仙   | 1976 | 電視劇 |
| 煒烈   | 滿清十三皇朝         | 1987 | 電視劇 |
| 李大千 | 末代皇帝             | 1988 | 電視劇 |
| 扎西   | 神醫喜來樂           | 2003 | 電視劇 |
| 沙景昌 | 德齡公主             | 2006 | 電視劇 |
| 羅樂林 | 蔡鍔與小鳳仙         | 2009 | 電視劇 |
| 薛勇   | 蒼穹之昴             | 2010 | 電視劇 |
| 鄭則仕 | 护国军魂传奇         | 2010 | 電視劇 |
| 鄭則仕 | 末代皇帝傳奇         | 2014 | 電視劇 |
| 張秋歌 | 辛亥革命             | 2011 | 電視劇 |
| 許寶童 | 槍炮侯               | 2011 | 電視劇 |
| 譚耀文 | 賞金獵人             | 2012 | 電視劇 |
| 李嘉存 | 神醫喜來樂傳奇       | 2013 | 電視劇 |
| 蔡國慶 | 末代御醫             | 2016 | 電視劇 |
| 臧金生 | 觉醒年代             | 2021 | 電視劇 |